# Lista conducătorilor de stat în anul 2010
Lista de conducători de stat în anul 2010 se bazează pe Lista statelor lumii și pe Lista de teritorii dependente, așa cum sunt ele cunoscute de la 1 ianuarie 2010 până la 31 decembrie 2010.
Lista principală numără, în anul 2010, 198 state membre sau observatori în cadrul ONU. Listele adiționale conțin: State independente recunoscute parțial de comunitatea internațională, State independente nerecunoscute, Teritorii independente de facto, Entități cu statut apropiat de cel de stat, Territorii nesuverane, autonome sau cu administrație specială și Guverne alternative și/sau în exil .
Șefii executivului statelor suverane sunt în principal șefii de stat și șefii de guvern:
- Un șef de stat este o persoană fizică, uneori juridică, care reprezintă simbolic continuitatea și legitimitatea statului. Lui îi sunt rezervate în mod tradițional diverse funcții: reprezentarea externă, promulgarea legilor, nominalizarea titularilor unor funcții publice la nivel înalt. În funcție de stat el poate fi cel mai important deținător al puterii executive sau doar să personalizeze puterea supremă exercitată în numele lui de alte personalități politice.
- Un șef de guvern este o persoană fizică care deține primul sau al doilea rol executiv (conform tipului de regim politic) și se află în fruntea guvernului adică a totalității miniștrilor sau secretarilor de stat însărcinați cu responsabilități executive.

În cazul teritoriilor autonome și a altor colectivități nesuverane, adică dependente de un stat suveran, titlurile șefului executiv local sunt diferite: prefect, bailiff, guvernator, președinte etc.

## State independente recunoscute cvasigeneral
| Statul                                                                               | Funcția                                                                | Numele                                                                                          | Începând cu                          |
| ------------------------------------------------------------------------------------ | ---------------------------------------------------------------------- | ----------------------------------------------------------------------------------------------- | ------------------------------------ |
| Afganistan                                                                           | Președinte al Republicii                                               | Hamid Karzai                                                                                    | 22 decembrie 2001                    |
| Africa de Sud · (vezi și : §13)                                                      | Președinte al Republicii                                               | Jacob Zuma                                                                                      | 9 mai 2009                           |
| Albania                                                                              | Președinte al Republicii                                               | Bamir Topi                                                                                      | 24 iulie 2007                        |
| Albania                                                                              | Prim-ministru (ministru șef)                                           | Sali Berisha                                                                                    | 11 septembrie 2005                   |
| Algeria                                                                              | Președinte al Republicii                                               | Abdelaziz Bouteflika                                                                            | 27 aprilie 1999                      |
| Algeria                                                                              | Prim-ministru                                                          | Ahmed Ouyahia                                                                                   | 23 iunie 2008                        |
| Andorra                                                                              | Coprinț episcopal                                                      | Joan Enric Vives Sicília                                                                        | 12 mai 2003                          |
| Andorra                                                                              | Coprinț francez                                                        | Nicolas Sarkozy                                                                                 | 16 mai 2007                          |
| Andorra                                                                              | Reprezentant personal al coprințului episcopal                         | Nemesi Marquès Oste                                                                             | 30 iulie 2003                        |
| Andorra                                                                              | Reprezentant personal al coprințului francez                           | Christian Frémont                                                                               | 28 iulie 2008                        |
| Andorra                                                                              | Șef al guvernului                                                      | Jaume Bartumeu Cassany                                                                          | 4 iunie 2009                         |
| Angola                                                                               | Președinte al Republicii                                               | José Eduardo dos Santos                                                                         | 10 septembrie 1979                   |
| Antigua și Barbuda · (vezi și : §13)                                                 | Regină                                                                 | Elisabeta a II-a                                                                                | 1 noiembrie 1981                     |
| Antigua și Barbuda · (vezi și : §13)                                                 | Guvernatoare generală                                                  | dame Louise Lake-Tack                                                                           | 17 iulie 2007                        |
| Antigua și Barbuda · (vezi și : §13)                                                 | Prim-ministru                                                          | Baldwin Spencer                                                                                 | 24 martie 2004                       |
| Arabia Saudită                                                                       | Rege                                                                   | Sultan , (regent de facto)                                                                      | 22 noiembrie 2010                    |
| Arabia Saudită                                                                       | Rege                                                                   | Abdullah , ,                                                                                    | 1 august 2005                        |
| Arabia Saudită                                                                       | Președinte al Consiliului de Miniștri                                  | Abdullah                                                                                        | 1 august 2005                        |
| Argentina · (vezi și : §13)                                                          | Președintă a Națiunii                                                  | Cristina Fernández de Kirchner                                                                  | 10 decembrie 2007                    |
| Argentina · (vezi și : §13)                                                          | Șef al cabinetului                                                     | Aníbal Fernández                                                                                | 8 iulie 2009                         |
| Armenia                                                                              | Președinte al Republicii                                               | Serzh Sargsyan                                                                                  | 9 aprilie 2008                       |
| Armenia                                                                              | Prim-ministru                                                          | Tigran Sargsyan                                                                                 | 9 aprilie 2008                       |
| Australia · (vezi și : §6)                                                           | Regină                                                                 | Elisabeta a II-a                                                                                | 6 februarie 1952                     |
| Australia · (vezi și : §6)                                                           | Guvernatoare generală                                                  | Quentin Bryce                                                                                   | 5 septembrie 2008                    |
| Australia · (vezi și : §6)                                                           | Prim-miniștri (succesivi)                                              | Julia Gillard                                                                                   | 24 iunie 2010                        |
| Australia · (vezi și : §6)                                                           | Prim-miniștri (succesivi)                                              | Kevin Rudd                                                                                      | 3 decembrie 2007                     |
| Austria                                                                              | Președinte federal al Republicii                                       | Heinz Fischer                                                                                   | 8 iulie 2004                         |
| Austria                                                                              | Cancelar federal                                                       | Werner Faymann                                                                                  | 2 decembrie 2008                     |
| Azerbaidjan · (vezi și : §3 și §13)                                                  | Președinte al Republicii                                               | Ilham Aliyev ,                                                                                  | 15 octombrie 2003                    |
| Azerbaidjan · (vezi și : §3 și §13)                                                  | Prim-ministru                                                          | Artur Rasizade                                                                                  | 31 octombrie 2003                    |
| Bahamas                                                                              | Regină                                                                 | Elisabeta a II-a                                                                                | 10 iulie 1973                        |
| Bahamas                                                                              | Guvernatori generali (succesivi)                                       | sir Arthur Foulkes                                                                              | 14 aprilie 2010                      |
| Bahamas                                                                              | Guvernatori generali (succesivi)                                       | Arthur Dion Hanna                                                                               | 1 februarie 2006                     |
| Bahamas                                                                              | Prim-ministru                                                          | Hubert Ingraham                                                                                 | 4 mai 2007                           |
| Bahrain                                                                              | Rege                                                                   | șeic Hamad bin Isa al Khalifa                                                                   | 6 martie 1999                        |
| Bahrain                                                                              | Prim-ministru (ministru președinte)                                    | șeic Khalifa bin Salman al-Khalifa ,                                                            | 19 ianuarie 1970                     |
| Bangladesh                                                                           | Președinte al Republicii                                               | Zillur Rahman                                                                                   | 12 februarie 2009                    |
| Bangladesh                                                                           | Prim-ministru                                                          | șeica Hasina Wazed ,                                                                            | 6 ianuarie 2009                      |
| Barbados                                                                             | Regină                                                                 | Elisabeta a II-a                                                                                | 30 noiembrie 1966                    |
| Barbados                                                                             | Guvernator general                                                     | sir Clifford Husbands                                                                           | 1 iunie 1996                         |
| Barbados                                                                             | Prim-miniștri (succesivi)                                              | Freundel Stuart                                                                                 | 23 octombrie 2010                    |
| Barbados                                                                             | Prim-miniștri (succesivi)                                              | David Thompson                                                                                  | 16 ianuarie 2008                     |
| Belarus (vezi și : §15)                                                              | Președinte                                                             | Aleksandr Lukașenko                                                                             | 20 iulie 1994                        |
| Belarus (vezi și : §15)                                                              | Prim-miniștri (succesivi)                                              | Mihail Miasnikovič                                                                              | 28 decembrie 2010                    |
| Belarus (vezi și : §15)                                                              | Prim-miniștri (succesivi)                                              | Sergey Sidorskiy                                                                                | 10 iulie 2003                        |
| Belgia                                                                               | Rege (al belgienilor)                                                  | Albert al II-lea                                                                                | 9 august 1993                        |
| Belgia                                                                               | Prim-ministru                                                          | Yves Leterme                                                                                    | 25 noiembrie 2009                    |
| Belize                                                                               | Regină                                                                 | Elisabeta a II-a                                                                                | 21 septembrie 1981                   |
| Belize                                                                               | Guvernator general                                                     | sir Colville Young                                                                              | 17 noiembrie 1993                    |
| Belize                                                                               | Prim-ministru                                                          | Dean Barrow                                                                                     | 8 februarie 2008                     |
| Benin                                                                                | Președinte al Republicii                                               | Yayi Boni                                                                                       | 6 aprilie 2006                       |
| Bhutan                                                                               | Rege                                                                   | Jigme Khesar Namgyel Wangchuck                                                                  | 14 decembrie 2006                    |
| Bhutan                                                                               | Prim-ministru (lyonchen)                                               | lyonchen Jigme Thinley                                                                          | 9 aprilie 2008                       |
| Birmania                                                                             | Președintele Consiliului de Stat pentru Pace și Dezvoltare             | Than Shwe                                                                                       | 23 aprilie 1992                      |
| Birmania                                                                             | Prim-ministru                                                          | Thein Sein                                                                                      | 18 mai 2007                          |
| Bolivia                                                                              | Președinte constituțional al statului plurinațional                    | Evo Morales                                                                                     | 22 ianuarie 2006                     |
| Bosnia și Herțegovina                                                                | Președinți ai Consiliului Prezidențial (succesivi)                     | Nebojša Radmanović                                                                              | 10 noiembrie 2010                    |
| Bosnia și Herțegovina                                                                | Președinți ai Consiliului Prezidențial (succesivi)                     | Haris Silajdžić                                                                                 | 6 martie 2010                        |
| Bosnia și Herțegovina                                                                | Președinți ai Consiliului Prezidențial (succesivi)                     | Željko Komšić                                                                                   | 6 iulie 2009                         |
| Bosnia și Herțegovina                                                                | Președinte al Consiliului de Miniștri                                  | Nikola Špirić                                                                                   | 11 ianuarie 2007                     |
| Bosnia și Herțegovina                                                                | Înalt reprezentant internațional                                       | Valentin Inzko (Austria)                                                                        | 26 martie 2009                       |
| Botswana                                                                             | Președinte al Republicii                                               | Seretse Ian Khama                                                                               | 1 aprilie 2008                       |
| Brazilia · (vezi și : §13)                                                           | Președinte al Republicii federale                                      | Luiz Inácio Lula da Silva                                                                       | 1 ianuarie 2003                      |
| Brunei                                                                               | Sultan [și suveran (Yang Di Pertuan)]                                  | sir Hassanal Bolkiah                                                                            | 5 octombrie 1967                     |
| Brunei                                                                               | Prim-ministru                                                          | sir Hassanal Bolkiah                                                                            | 1 ianuarie 1984                      |
| Bulgaria                                                                             | Președinte al Republicii                                               | Georgi Pârvanov                                                                                 | 22 ianuarie 2002                     |
| Bulgaria                                                                             | Prim-ministru (ministru președinte)                                    | Boiko Borisov                                                                                   | 27 iulie 2009                        |
| Burkina Faso                                                                         | Președinte al Faso (Republicii)                                        | Blaise Compaoré                                                                                 | 15 octombrie 1987                    |
| Burkina Faso                                                                         | Prim-ministru                                                          | Tertius Zongo                                                                                   | 4 iunie 2007                         |
| Burundi                                                                              | Președinte al Republicii                                               | Pierre Nkurunziza                                                                               | 26 august 2005                       |
| Cambodgia                                                                            | Rege                                                                   | Norodom Sihamoni                                                                                | 29 octombrie 2004                    |
| Cambodgia                                                                            | Prim-ministru                                                          | samdech Hun Sen                                                                                 | 31 decembrie 1984                    |
| Camerun                                                                              | Președinte al Republicii                                               | Paul Biya                                                                                       | 6 noiembrie 1982                     |
| Camerun                                                                              | Prim-ministru                                                          | Philémon Yang                                                                                   | 30 iunie 2009                        |
| Canada                                                                               | Regină                                                                 | Elisabeta a II-a                                                                                | 6 februarie 1952                     |
| Canada                                                                               | Guvernatori generali (succesivi)                                       | David Johnston                                                                                  | 1 octombrie 2010                     |
| Canada                                                                               | Guvernatori generali (succesivi)                                       | Michaëlle Jean                                                                                  | 27 septembrie 2005                   |
| Canada                                                                               | Prim-ministru                                                          | Stephen Harper                                                                                  | 6 februarie 2006                     |
| Capul Verde                                                                          | Președinte al Republicii                                               | Pedro Pires                                                                                     | 22 mai 2001                          |
| Capul Verde                                                                          | Prim-ministru                                                          | José Maria Neves                                                                                | 1 februarie 2001                     |
| Cehia                                                                                | Președinte al Republicii                                               | Václav Klaus                                                                                    | 7 martie 2003                        |
| Cehia                                                                                | Prim-ministri (președinți ai Guvernului) (succesivi)                   | Petr Nečas                                                                                      | 13 iulie 2010                        |
| Cehia                                                                                | Prim-ministri (președinți ai Guvernului) (succesivi)                   | Jan Fischer                                                                                     | 8 mai 2009                           |
| Centrafricană, Republica                                                             | Președinte al Republicii                                               | François Bozizé                                                                                 | 15 martie 2003                       |
| Centrafricană, Republica                                                             | Prim-ministru                                                          | Faustin Archange Touadéra                                                                       | 22 ianuarie 2008                     |
| Chile · (vezi și : §13)                                                              | Președinți ai Republicii (succesivi)                                   | Sebastián Piñera                                                                                | 11 martie 2010                       |
| Chile · (vezi și : §13)                                                              | Președinți ai Republicii (succesivi)                                   | Michelle Bachelet                                                                               | 11 martie 2006                       |
| China (vezi și : §2, §13 și §15)                                                     | Secretar general al Partidului Comunist Chinez                         | Hu Jintao                                                                                       | 15 noiembrie 2002                    |
| China (vezi și : §2, §13 și §15)                                                     | Președinte ai Republicii                                               | Hu Jintao                                                                                       | 15 martie 2003                       |
| China (vezi și : §2, §13 și §15)                                                     | Premier al Consiliului de Stat                                         | Wen Jiabao                                                                                      | 16 martie 2003                       |
| Ciad                                                                                 | Președinte al Republicii                                               | Idriss Déby Itno                                                                                | 2 decembrie 1990                     |
| Ciad                                                                                 | Prim-miniștri (succesivi)                                              | Emmanuel Nadingar                                                                               | 5 martie 2010                        |
| Ciad                                                                                 | Prim-miniștri (succesivi)                                              | Youssouf Saleh Abbas                                                                            | 16 aprilie 2008                      |
| Cipru · (vezi și : §2)                                                               | Președinte al Republicii                                               | Dimítris Christófias                                                                            | 28 februarie 2008                    |
| Coasta de Fildeș                                                                     | Președinți ai Republicii (în concurență)                               | Alassane Ouattara , (corevendicator începând cu 4 decembrie 2010)                               | 4 decembrie 2010                     |
| Coasta de Fildeș                                                                     | Președinți ai Republicii (în concurență)                               | Laurent Gbagbo (corevendicator începând cu 4 decembrie 2010.)                                   | 26 octombrie 2000                    |
| Coasta de Fildeș                                                                     | Prim-miniștri (în concurență)                                          | Gilbert Marie N'gbo Aké , (corevendicator începând cu 7 decembrie 2010                          | 7 decembrie 2010                     |
| Coasta de Fildeș                                                                     | Prim-miniștri (în concurență)                                          | Guillaume Soro , (corevendicator începând cu 7 decembrie 2010)                                  | 4 aprilie 2007                       |
| Columbia · (vezi și : §13)                                                           | Președinți ai Republicii (succesivi)                                   | Juan Manuel Santos                                                                              | 7 august 2010                        |
| Columbia · (vezi și : §13)                                                           | Președinți ai Republicii (succesivi)                                   | Álvaro Uribe Vélez                                                                              | 7 august 2002                        |
| Comore                                                                               | Președinte al Uniunii                                                  | Ahmed Abdallah Mohamed Sambi                                                                    | 26 mai 2006                          |
| Congo, Republica                                                                     | Președinte al Republicii                                               | Denis Sassou-Nguesso ,                                                                          | 25 octombrie 1997                    |
| Congo, Republica Democrată                                                           | Președinte al Republicii                                               | Joseph Kabila ,                                                                                 | 17 ianuarie 2001                     |
| Congo, Republica Democrată                                                           | Prim-ministru                                                          | Adolphe Muzito                                                                                  | 10 octombrie 2008                    |
| Coreea, Republica                                                                    | Președinte al Republicii                                               | Lee Myung-bak                                                                                   | 25 februarie 2008                    |
| Coreea, Republica                                                                    | Prim-miniștri (succesivi)                                              | Kim Hwang-sik                                                                                   | 1 octobrie 2010                      |
| Coreea, Republica                                                                    | Prim-miniștri (succesivi)                                              | Yoon Jeung Hyun (interimar)                                                                     | 11 august 2010                       |
| Coreea, Republica                                                                    | Prim-miniștri (succesivi)                                              | Chung Un Chan                                                                                   | 29 septembrie 2009                   |
| Coreeană, R.P.D.                                                                     | Lider suprem                                                           | Kim Jong-il                                                                                     | 8 iulie 1994                         |
| Coreeană, R.P.D.                                                                     | Secretar general al Partidului Muncii din Coreea                       | Kim Jong-il ,                                                                                   | 8 octombrie 1997.                    |
| Coreeană, R.P.D.                                                                     | Președinte al Comisiei Apărării Naționale                              | Kim Jong-il ,                                                                                   | 9 aprilie 1993.                      |
| Coreeană, R.P.D.                                                                     | Președinte etern                                                       | Kim Ir-sen                                                                                      | 5 septembrie 1998                    |
| Coreeană, R.P.D.                                                                     | Președinte al Prezidiului Adunării Populare Supreme                    | Kim Yong-nam                                                                                    | 5 septembrie 1998                    |
| Coreeană, R.P.D.                                                                     | Premieri ai Cabinetului (succesivi)                                    | Choe Yong-rim                                                                                   | 7 iunie 2010                         |
| Coreeană, R.P.D.                                                                     | Premieri ai Cabinetului (succesivi)                                    | Kim Yong Il                                                                                     | 11 aprilie 2007                      |
| Costa Rica                                                                           | Președinți ai Republicii (succesivi)                                   | Laura Chinchilla                                                                                | 8 mai 2010                           |
| Costa Rica                                                                           | Președinți ai Republicii (succesivi)                                   | Óscar Arias Sánchez                                                                             | 8 mai 2006                           |
| Croația                                                                              | Președinți ai Republicii (succesivi)                                   | Ivo Josipovic                                                                                   | 18 februarie 2010                    |
| Croația                                                                              | Președinți ai Republicii (succesivi)                                   | Stjepan Mesić                                                                                   | 18 februarie 2000                    |
| Croația                                                                              | Prim-ministru (președintă al Guvernului)                               | Jadranka Kosor                                                                                  | 6 iulie 2009                         |
| Cuba                                                                                 | Primi secretari ai Partidului Comunist Cubanez                         | Raúl Castro , , (interimar)                                                                     | 31 iulie 2006                        |
| Cuba                                                                                 | Primi secretari ai Partidului Comunist Cubanez                         | Fidel Castro                                                                                    | 26 martie 1962                       |
| Cuba                                                                                 | Președinte al Consiliului de Stat                                      | Raúl Castro ,                                                                                   | 31 iulie 2006                        |
| Cuba                                                                                 | Președinte al Consiliului de Miniștri                                  | Raúl Castro ,                                                                                   | 31 iulie 2006                        |
| Danemarca · (vezi și : §13)                                                          | Regină                                                                 | Margareta a II-a                                                                                | 14 ianuarie 1972                     |
| Danemarca · (vezi și : §13)                                                          | Prim-ministru (ministru de stat)                                       | Lars Løkke Rasmussen                                                                            | 5 aprilie 2009                       |
| Djibouti                                                                             | Președinte al Republicii                                               | Ismail Omar Guelleh                                                                             | 8 mai 1999                           |
| Djibouti                                                                             | Prim-ministru                                                          | Dileita Mohamed Dileita                                                                         | 4 martie 2001                        |
| Dominica                                                                             | Președinte al Commonwealth-ului                                        | Nicholas Liverpool                                                                              | 2 octombrie 2003                     |
| Dominica                                                                             | Prim-ministru                                                          | Roosevelt Skerrit                                                                               | 8 ianuarie 2004                      |
| Dominicană, Republica                                                                | Președinte al Republicii                                               | Leonel Fernández                                                                                | 16 august 2004                       |
| Ecuador · (vezi și : §13)                                                            | Președinte constituțional al Republicii                                | Rafael Correa                                                                                   | 15 ianuarie 2007                     |
| Egipt                                                                                | Președinți ai Republicii                                               | Ahmed Nazif                                                                                     | 6 martie 2010 - 27 martie 2010       |
| Egipt                                                                                | Președinți ai Republicii                                               | Muhammad Hosni Mubarak                                                                          | 14 octombrie 1981                    |
| Egipt                                                                                | Prim-ministru (președinte al Consiliului de Miniștri)                  | Ahmed Nazif                                                                                     | 14 iulie 2004                        |
| El Salvador                                                                          | Președinte al Republicii                                               | Mauricio Funes                                                                                  | 1 iunie 2009                         |
| Elveția                                                                              | Președintă a Confederației                                             | Doris Leuthard                                                                                  | 1 ianuarie 2010                      |
| Emiratele Arabe Unite                                                                | Președinte                                                             | șeic Khalifa bin Zayed Al Nahyan                                                                | 3 noiembrie 2004                     |
| Emiratele Arabe Unite                                                                | Prim-ministru (președinte al Consiliului de Miniștri)                  | șeic Mohammed ben Rachid Al Maktoum                                                             | 5 ianuarie 2006                      |
| Eritreea                                                                             | Președinte al Statului                                                 | Issayas Afewerki                                                                                | 24 mai 1993                          |
| Estonia · (vezi și : §15)                                                            | Președinte al Republicii                                               | Toomas Hendrik Ilves                                                                            | 9 octombrie 2006                     |
| Estonia · (vezi și : §15)                                                            | Prim-ministru (ministru șef)                                           | Andrus Ansip                                                                                    | 13 aprilie 2005                      |
| Etiopia                                                                              | Președinte ai Republicii                                               | Girma Wolde-Giorgis                                                                             | 8 octombrie 2001                     |
| Etiopia                                                                              | Prim-ministru                                                          | Meles Zenawi                                                                                    | 23 august 1995                       |
| Fiji                                                                                 | Președinte al Republicii                                               | Epeli Nailatikau                                                                                | 30 iulie 2009                        |
| Fiji                                                                                 | Prim ministru                                                          | Frank Bainimarama (interimar)                                                                   | 11 aprilie 2009                      |
| Filipine · (vezi și : §13)                                                           | Președinți ai Republicii (succesivi)                                   | Benigno Aquino III                                                                              | 30 iunie 2010                        |
| Filipine · (vezi și : §13)                                                           | Președinți ai Republicii (succesivi)                                   | Gloria Macapagal-Arroyo                                                                         | 20 ianurie 2001                      |
| Finlanda · (vezi și : §13)                                                           | Președintă a Republicil                                                | Tarja Halonen                                                                                   | 1 martie 2000                        |
| Finlanda · (vezi și : §13)                                                           | Prim-miniștri (miniștri șefi) (succesivi)                              | Mari Johanna Kiviniemi                                                                          | 22 iunie 2010                        |
| Finlanda · (vezi și : §13)                                                           | Prim-miniștri (miniștri șefi) (succesivi)                              | Matti Taneli Vanhanen                                                                           | 24 iunie 2003                        |
| Franța (vezi și : §8)                                                                | Președinte al Republicii                                               | Nicolas Sarkozy                                                                                 | 16 mai 2007                          |
| Franța (vezi și : §8)                                                                | Prim-ministru                                                          | François Fillon                                                                                 | 17 mai 2007                          |
| Gabon                                                                                | Președinte al Republicii                                               | Ali Bongo Ondimba                                                                               | 16 octombrie 2009                    |
| Gabon                                                                                | Prim-ministru                                                          | Paul Biyoghe Mba                                                                                | 17 iulie 2009                        |
| Gambia                                                                               | Președinte al Republicii                                               | Yahya Jammeh                                                                                    | 22 iulie 1994                        |
| Georgia · (vezi și : §2, §13 și §15)                                                 | Președinte                                                             | Miheil Saakașvili                                                                               | 20 ianuarie 2008                     |
| Georgia · (vezi și : §2, §13 și §15)                                                 | Prim-ministru                                                          | Nika Gilauri                                                                                    | 6 februarie 2009                     |
| Germania                                                                             | Președinți federali (succesivi)                                        | Christian Wulff                                                                                 | 30 iunie 2010                        |
| Germania                                                                             | Președinți federali (succesivi)                                        | Jens Böhrnsen (interimar)                                                                       | 31 May 2010                          |
| Germania                                                                             | Președinți federali (succesivi)                                        | Horst Köhler                                                                                    | 1 iulie 2004                         |
| Germania                                                                             | Cancelară federală                                                     | Angela Merkel                                                                                   | 22 noiembrie 2005                    |
| Ghana                                                                                | Președinte ai Republicii                                               | John Atta-Mills                                                                                 | 7 ianuarie 2009                      |
| Grecia · (vezi și : §13)                                                             | Președinte al Republicii                                               | Karolos Papoulias                                                                               | 12 martie 2005                       |
| Grecia · (vezi și : §13)                                                             | Prim-ministru                                                          | Georgios Papandreou                                                                             | 6 octombrie 2009                     |
| Grenada · (vezi și : §13)                                                            | Regină                                                                 | Elisabeta a II-a                                                                                | 7 februarie 1974                     |
| Grenada · (vezi și : §13)                                                            | Guvernator general                                                     | sir Carlyle Glean                                                                               | 27 noiembrie 2008                    |
| Grenada · (vezi și : §13)                                                            | Prim-ministru                                                          | Tillman Thomas                                                                                  | 9 iulie 2008                         |
| Guatemala                                                                            | Președinte al Republicii                                               | Álvaro Colom                                                                                    | 14 ianuarie 2008                     |
| Guineea                                                                              | Șefi de stat (succesivi)                                               | Alpha Condé (președinte al Republicii)                                                          | 21 decembrie 2010                    |
| Guineea                                                                              | Șefi de stat (succesivi)                                               | Sékouba Konaté (președinte al Consilului National pentru Democrație și Dezvoltare) (interimar)  | 5 decembrie 2009 - 21 decembrie 2010 |
| Guineea                                                                              | Șefi de stat (succesivi)                                               | Moussa (Moïse) Dadis Camara (președinte al Consilului National pentru Democrație și Dezvoltare) | 23 decembrie 2008                    |
| Guineea                                                                              | Prim-miniștri (succesivi)                                              | Mohamed Saïd Fofana                                                                             | 24 decembrie 2010                    |
| Guineea                                                                              | Prim-miniștri (succesivi)                                              | Jean-Marie Doré                                                                                 | 26 ianuarie 2010                     |
| Guineea                                                                              | Prim-miniștri (succesivi)                                              | Kabiné Komara                                                                                   | 2 ianuarie 2009                      |
| Guineea-Bissau                                                                       | Președintele al Republicii                                             | Malam Bacai Sanhá ,                                                                             | 8 septembrie 2009                    |
| Guineea-Bissau                                                                       | Prim-ministru                                                          | Carlos Domingos Gomes Júnior                                                                    | 2 ianuarie 2009                      |
| Guineea Ecuatorială                                                                  | Președinte al Republicii                                               | Teodoro Obiang Nguema Mbasogo                                                                   | 3 august 1979                        |
| Guineea Ecuatorială                                                                  | Prim-ministru                                                          | Ignacio Milam Tang                                                                              | 8 iulie 2008                         |
| Guyana                                                                               | Președinte al Republicii                                               | Bharrat Jagdeo                                                                                  | 11 august 1999                       |
| Guyana                                                                               | Prim-ministru                                                          | Sam Hinds                                                                                       | 11 august 1999                       |
| Haiti                                                                                | Președinte al Republicii                                               | René Préval                                                                                     | 14 mai 2006                          |
| Haiti                                                                                | Prim-ministru                                                          | Jean-Max Bellerive                                                                              | 11 noiembrie 2009                    |
| Honduras                                                                             | Președinți ai Republicii (succesivi)                                   | Porfirio Lobo Sosa                                                                              | 27 ianuarie 2010                     |
| Honduras                                                                             | Președinți ai Republicii (succesivi)                                   | Roberto Micheletti                                                                              | 28 iunie 2009                        |
| India · (vezi și : §2)                                                               | Președinte al Republicii                                               | Pratibha Patil                                                                                  | 25 iulie 2007                        |
| India · (vezi și : §2)                                                               | Prim-ministru                                                          | Manmohan Singh                                                                                  | 22 mai 2004                          |
| Indonezia · (vezi și : §15)                                                          | Președinte al Republicii                                               | Susilo Bambang Yudhoyono                                                                        | 20 octombrie 2004                    |
| Iordania                                                                             | Rege                                                                   | Abdullah al II-lea                                                                              | 7 februarie 1999                     |
| Iordania                                                                             | Prim-ministru (ministru președinte)                                    | Samir Zaid al-Rifai                                                                             | 14 decembrie 2009                    |
| Irak · (vezi și : §13)                                                               | Președinte al Republicii                                               | Jalal Talabani                                                                                  | 7 aprilie 2005                       |
| Irak · (vezi și : §13)                                                               | Prim-ministru (ministru președinte)                                    | Nouri al-Maliki                                                                                 | 20 mai 2006                          |
| Iran                                                                                 | Lider suprem                                                           | ayatollah Ali Khamenei                                                                          | 4 iunie 1989                         |
| Iran                                                                                 | Președinte al Republicii                                               | Mahmoud Ahmadinejad                                                                             | 3 august 2005                        |
| Irlanda                                                                              | Președintă                                                             | Mary McAleese                                                                                   | 11 noiembrie 1997                    |
| Irlanda                                                                              | Prim-ministru (Taoiseach)                                              | Brian Cowen                                                                                     | 7 mai 2008                           |
| Islanda                                                                              | Președinte                                                             | Ólafur Ragnar Grímsson                                                                          | 1 august 1996                        |
| Islanda                                                                              | Prim-ministru (ministru președintǎ)                                    | Johanna Sigurdardottir                                                                          | 1 februarie 2009                     |
| Israel · (vezi și : §2)                                                              | Președinte al Statului                                                 | Shimon Peres                                                                                    | 15 iulie 2007                        |
| Israel · (vezi și : §2)                                                              | Prim-ministru (șef al guvernului)                                      | Beniamin Netaniahu                                                                              | 31 martie 2009                       |
| Italia                                                                               | Președinte al Republicii                                               | Giorgio Napolitano                                                                              | 15 mai 2006                          |
| Italia                                                                               | Președinte al Consiliului de Miniștri                                  | Silvio Berlusconi                                                                               | 8 mai 2008                           |
| Jamaica                                                                              | Regină                                                                 | Elisabeta a II-a                                                                                | 6 august 1962                        |
| Jamaica                                                                              | Guvernator general                                                     | sir Patrick Allen                                                                               | 26 februarie 2009                    |
| Jamaica                                                                              | Prim-ministru                                                          | Bruce Golding                                                                                   | 11 septembrie 2007                   |
| Japonia                                                                              | Împărat                                                                | Akihito                                                                                         | 7 ianuarie 1989                      |
| Japonia                                                                              | Prim-miniștri (succesivi)                                              | Naoto Kan                                                                                       | 8 iunie 2010                         |
| Japonia                                                                              | Prim-miniștri (succesivi)                                              | Yukio Hatoyama                                                                                  | 16 septembrie 2009                   |
| Kazahstan                                                                            | Președinte al Republicii                                               | Nursultan Nazarbaev                                                                             | 24 aprilie 1990                      |
| Kazahstan                                                                            | Prim-ministru                                                          | Karim Massimov                                                                                  | 10 ianuarie 2007                     |
| Kârgâzstan                                                                           | Președinți ai Republicii (succesivi)                                   | Roza Otunbayeva ,                                                                               | 7 aprilie 2010                       |
| Kârgâzstan                                                                           | Președinți ai Republicii (succesivi)                                   | Kurmanbek Saliyevich Bakiyev                                                                    | 25 martie 2005                       |
| Kârgâzstan                                                                           | Prim-miniștri (succesivi)                                              | Almazbek Atambayev                                                                              | 17 decembrie 2010                    |
| Kârgâzstan                                                                           | Roza Otunbayeva (președintă a guvernului provizoriu)                   | 7 aprilie 2010                                                                                  |                                      |
| Kârgâzstan                                                                           | Daniyar Usenov                                                         | 21 octombrie 2009                                                                               |                                      |
| Kenya                                                                                | Președinte al Republicii                                               | Mwai Kibaki                                                                                     | 30 decembrie 2002                    |
| Kenya                                                                                | Prim-ministru                                                          | Raila Odinga                                                                                    | 17 aprilie 2008                      |
| Kiribati                                                                             | Președinte                                                             | Anote Tong                                                                                      | 10 iulie 2003                        |
| Kuweit                                                                               | Emir                                                                   | șeic Sabah Al Ahmad Al Jaber Al Sabah ,                                                         | 24 ianuarie 2006                     |
| Kuweit                                                                               | Prim-ministru (ministru președinte)                                    | șeic Nasser Al Muhammad Al Ahmad Al Sabah                                                       | 11 februarie 2009                    |
| Laos                                                                                 | Secretar general al Partidului Popular Revoluționar Laoțian            | Choummaly Sayasone                                                                              | 21 martie 2006                       |
| Laos                                                                                 | Președinte al Republicii                                               | Choummaly Sayasone                                                                              | 8 iunie 2006                         |
| Laos                                                                                 | Prim-miniștri (succesivi)                                              | Thongsing Thammavong                                                                            | 23 decembrie 2010                    |
| Laos                                                                                 | Prim-miniștri (succesivi)                                              | Bouasone Bouphavanh                                                                             | 8 iunie 2006                         |
| Lesotho                                                                              | Rege (Marena)                                                          | Letsie al III-lea                                                                               | 7 februarie 1996                     |
| Lesotho                                                                              | Prim-ministru (Tona-Kholo)                                             | Pakalitha Mosisili                                                                              | 23 mai 1998                          |
| Letonia                                                                              | Președinte ai Republicii                                               | Valdis Zatlers                                                                                  | 8 iulie 2007                         |
| Letonia                                                                              | Prim-ministru (ministru președinte)                                    | Valdis Dombrovskis                                                                              | 12 martie 2009                       |
| Liban                                                                                | Președinte al Republicii                                               | Michel Sleiman                                                                                  | 25 mai 2008                          |
| Liban                                                                                | Președinte al Consiliului de Miniștri                                  | Saad Hariri                                                                                     | 9 noiembrie 2009                     |
| Liberia                                                                              | Președintă al Republicii                                               | Ellen Johnson Sirleaf                                                                           | 16 ianuarie 2006                     |
| Libia                                                                                | Conducător și Ghid al Revoluției din Libia                             | Muammar al-Gaddafi                                                                              | 1 septembrie 1969                    |
| Libia                                                                                | Secretari Generali al Congresului General al Poporului (succesivi)     | Mohamed abu al-Qasim al-Zwai                                                                    | 26 ianuarie 2010                     |
| Libia                                                                                | Secretari Generali al Congresului General al Poporului (succesivi)     | Mubarak Abdallah al-Shamikh                                                                     | 5 martie 2009                        |
| Libia                                                                                | Secretar general al Comitetului Popular General (prim-ministru)        | Baghdadi Mahmudi                                                                                | 5 martie 2006                        |
| Liechtenstein                                                                        | Prinți domnitori                                                       | Alois (regent)                                                                                  | 15 august 2004                       |
| Liechtenstein                                                                        | Prinți domnitori                                                       | Hans Adam al II-lea . (prinț suveran)                                                           | 13 noiembrie 1989                    |
| Liechtenstein                                                                        | Șef al guvernului                                                      | Klaus Tschütscher                                                                               | 25 martie 2009                       |
| Lituania                                                                             | Președintă a Republicii                                                | Dalia Grybauskaitė                                                                              | 12 iulie 2009                        |
| Lituania                                                                             | Prim-ministru (ministru președinte)                                    | Andrius Kubilius                                                                                | 27 noiembrie 2008                    |
| Luxemburg                                                                            | Mare Duce                                                              | Henric                                                                                          | 7 octombrie 2000                     |
| Luxemburg                                                                            | Prim-ministru                                                          | Jean-Claude Juncker                                                                             | 1 ianuarie 1995                      |
| Macedonia                                                                            | Președinte al Republicii                                               | Gjorge Ivanov                                                                                   | 12 mai 2009                          |
| Macedonia                                                                            | Prim-ministru (președinte al Guvernului)                               | Nikola Gruevski                                                                                 | 27 august 2006                       |
| Madagascar                                                                           | Președinte al Înaltei Autorități de Tranziție                          | Andry Rajoelina                                                                                 | 17 martie 2009                       |
| Madagascar                                                                           | Prim-ministru                                                          | Albert Camille Vital                                                                            | 20 decembrie 2009                    |
| Malaezia                                                                             | Șef de stat (Yang di-Pertuan Agong)                                    | Mizan Zainal Abidin                                                                             | 13 decembrie 2006                    |
| Malaezia                                                                             | Prim-ministru                                                          | datuk seri Najib Tun Razak                                                                      | 3 aprilie 2009                       |
| Malawi                                                                               | Președinte al Republici                                                | Bingu wa Mutharika                                                                              | 24 mai 2004                          |
| Maldive                                                                              | Președinte al Republicii                                               | Mohamed Nasheed                                                                                 | 11 noiembrie 2008                    |
| Mali                                                                                 | Președinte al Republicii                                               | Amadou Toumani Touré                                                                            | 8 iunie 2002                         |
| Mali                                                                                 | Prim-ministru (ministru șef)                                           | Modibo Sidibé                                                                                   | 29 septembrie 2007                   |
| Malta                                                                                | Președinte al Republicii                                               | George Abela                                                                                    | 4 aprilie 2009                       |
| Malta                                                                                | Prim ministru                                                          | Lawrence Gonzi                                                                                  | 12 aprilie 2003                      |
| Maroc · (vezi și : §2)                                                               | Rege                                                                   | Mohammed al VI-lea                                                                              | 23 iulie 1999                        |
| Maroc · (vezi și : §2)                                                               | Șef al guvernului                                                      | Abbas El Fassi                                                                                  | 19 septembrie 2007                   |
| Marshall, Insulele                                                                   | Președinți ai Republicii                                               | Jurelang Zedkaia                                                                                | 2 noiembrie 2009                     |
| Mauritania                                                                           | Președinte ai Republicii                                               | Mohamed Ould Abdel Aziz                                                                         | 5 august 2009                        |
| Mauritania                                                                           | Prim-ministru                                                          | Moulaye Ould Mohamed Laghdhaf                                                                   | 14 august 2008                       |
| Mauritius · (vezi și : §13)                                                          | Președinte al Republicii                                               | Anerood Jugnauth                                                                                | 7 octombrie 2003                     |
| Mauritius · (vezi și : §13)                                                          | Prim-ministru                                                          | Navin Ramgoolam ,                                                                               | 5 iulie 2005                         |
| Mexic                                                                                | Președinte al Statelor Unite Mexicane                                  | Felipe Calderón                                                                                 | 1 decembrie 2006                     |
| Micronezia                                                                           | Președinte al Republicii (și șef al Guvernului)                        | Manny Mori                                                                                      | 11 mai 2007                          |
| Moldova, Republica (vezi și : §3 și §13)                                             | Președinți ai Republicii (succesivi)                                   | Marian Lupu (interimar)                                                                         | 30 decembrie 2010                    |
| Moldova, Republica (vezi și : §3 și §13)                                             | Președinți ai Republicii (succesivi)                                   | Vladimir Filat (interimar)                                                                      | 28 decembrie 2010                    |
| Moldova, Republica (vezi și : §3 și §13)                                             | Președinți ai Republicii (succesivi)                                   | Mihai Ghimpu (interimar)                                                                        | 11 septembrie 2009                   |
| Moldova, Republica (vezi și : §3 și §13)                                             | Prim-ministru                                                          | Vladimir Filat                                                                                  | 25 septembrie 2009                   |
| Monaco                                                                               | Prinț suveran                                                          | Albert al II-lea                                                                                | 6 aprilie 2005                       |
| Monaco                                                                               | Miniștri de stat (prim-miniștri) (succesivi)                           | Michel Roger                                                                                    | 29 martie 2010                       |
| Monaco                                                                               | Miniștri de stat (prim-miniștri) (succesivi)                           | Jean-Paul Proust                                                                                | 1 iunie 2005                         |
| Mongolia                                                                             | Președinte                                                             | Tsakhiagiyn Elbegdorj                                                                           | 18 iunie 2009                        |
| Mongolia                                                                             | Prim-ministru                                                          | Sükhbaataryn Batbold                                                                            | 29 octombrie 2009                    |
| Mozambic                                                                             | Președinte al Republicii                                               | Armando Guebuza                                                                                 | 2 februarie 2005                     |
| Mozambic                                                                             | Prim-miniștri (succesivi)                                              | Aires Ali                                                                                       | 16 ianuarie 2010                     |
| Mozambic                                                                             | Prim-miniștri (succesivi)                                              | Luisa Dias Diogo                                                                                | 17 februarie 2004                    |
| Muntenegru                                                                           | Președinte                                                             | Filip Vujanović ,                                                                               | 22 mai 2003                          |
| Muntenegru                                                                           | Prim-miniștri (premieri) (succesivi)                                   | Igor Lukšić                                                                                     | 29 decembrie 2010                    |
| Muntenegru                                                                           | Prim-miniștri (premieri) (succesivi)                                   | Milo Đukanović                                                                                  | 29 februarie 2008                    |
| Namibia                                                                              | Președinte al Republicii                                               | Hifikepunye Pohamba                                                                             | 21 martie 2005                       |
| Namibia                                                                              | Prim-ministru                                                          | Nahas Angula                                                                                    | 21 martie 2005                       |
| Nauru                                                                                | Președinte al Republicii                                               | Marcus Stephen                                                                                  | 19 decembrie 2007                    |
| Nepal                                                                                | Președinte al Republicii                                               | Ram Baran Yadav                                                                                 | 23 iulie 2008                        |
| Nepal                                                                                | Prim-ministru                                                          | Madhav Kumar Nepall                                                                             | 25 mai 2009                          |
| Nicaragua                                                                            | Președinte al Republicii                                               | Daniel Ortega                                                                                   | 10 ianuarie 2007                     |
| Niger                                                                                | Șefi de stat (succesivi)                                               | Salou Djibo (președinte al Consiliului Suprem pentru Restaurarea Democrației)                   | 18 februarie 2010                    |
| Niger                                                                                | Șefi de stat (succesivi)                                               | Mamadou Tandja (președinte al Republicii)                                                       | 22 decembrie 1999                    |
| Niger                                                                                | Prim-miniștri (succesivi)                                              | Mahamadou Danda                                                                                 | 23 februarie 2010                    |
| Niger                                                                                | Prim-miniștri (succesivi)                                              | funcție vacantă                                                                                 | 18 februarie 2010                    |
| Niger                                                                                | Prim-miniștri (succesivi)                                              | Ali Badjo Gamatié                                                                               | 8 octombrie 2009                     |
| Nigeria                                                                              | Președinți ai Republicii (succesivi)                                   | Goodluck Jonathan                                                                               | 9 februarie 2010                     |
| Nigeria                                                                              | Președinți ai Republicii (succesivi)                                   | Umaru Yar'Adua                                                                                  | 29 mai 2007                          |
| Norvegia · (vezi și : §9)                                                            | Rege                                                                   | Harald al V-lea ,                                                                               | 17 ianuarie 1991                     |
| Norvegia · (vezi și : §9)                                                            | Prim-ministru (ministru de stat)                                       | Jens Stoltenberg                                                                                | 17 octombrie 2005                    |
| Noua Zeelandă · (vezi și : §10)                                                      | Regină                                                                 | Elisabeta a II-a                                                                                | 6 februarie 1952                     |
| Noua Zeelandă · (vezi și : §10)                                                      | Guvernator general                                                     | sir Anand Satyanand                                                                             | 23 august 2006                       |
| Noua Zeelandă · (vezi și : §10)                                                      | Prim-ministru                                                          | John Key                                                                                        | 19 noiembrie 2008                    |
| Oman                                                                                 | Sultan                                                                 | Qaboos bin Said Al Said                                                                         | 23 iulie 1970                        |
| Oman                                                                                 | Prim-ministru                                                          | Qaboos bin Said Al Said                                                                         | 2 ianuarie 1972                      |
| Pakistan · (vezi și : §2, §4 și §13)                                                 | Președinte al Republicii                                               | Asif Ali Zardari                                                                                | 9 septembrie 2008                    |
| Pakistan · (vezi și : §2, §4 și §13)                                                 | Prim-ministru (mare vizir)                                             | Youssouf Raza Gilani                                                                            | 25 martie 2008                       |
| Palau                                                                                | Președinte al Republicii                                               | Johnson Toribiong                                                                               | 15 ianuarie 2009                     |
| Panama                                                                               | Președinte al Republicii                                               | Ricardo Martinelli                                                                              | 1 iulie 2009                         |
| Papua Noua Guinee · (vezi și : §13)                                                  | Regină                                                                 | Elisabeta a II-a                                                                                | 16 septembrie 1975                   |
| Papua Noua Guinee · (vezi și : §13)                                                  | Guvernatori generali (succesivi)                                       | Michael Ogio (interimar)                                                                        | 20 decembrie 2010                    |
| Papua Noua Guinee · (vezi și : §13)                                                  | Guvernatori generali (succesivi)                                       | Jeffrey Nape (interimar)                                                                        | 13 decembrie 2010                    |
| Papua Noua Guinee · (vezi și : §13)                                                  | Guvernatori generali (succesivi)                                       | sir Paulias Nguna Matane                                                                        | 29 iunie 2004                        |
| Papua Noua Guinee · (vezi și : §13)                                                  | Prim-miniștri                                                          | Sam Abal (interimar)                                                                            | 13 decembrie 2010                    |
| Papua Noua Guinee · (vezi și : §13)                                                  | Prim-miniștri                                                          | sir Michael Somare ,                                                                            | 2 august 2002                        |
| Paraguay                                                                             | Președinte al Republicii                                               | Fernando Lugo                                                                                   | 15 august 2008                       |
| Peru                                                                                 | Președinte al Republicii                                               | Alan García                                                                                     | 28 iulie 2006                        |
| Peru                                                                                 | Președinți ai Consiliului de Miniștri (succesivi)                      | José Antonio Chang Escobedo                                                                     | 14 septembrie 2010                   |
| Peru                                                                                 | Președinți ai Consiliului de Miniștri (succesivi)                      | Angel Javier Velásquez Quesquén                                                                 | 11 iul 2009                          |
| Polonia                                                                              | Președinți al Republicii (succesivi)                                   | Bronisław Komorowski                                                                            | 6 august 2010                        |
| Polonia                                                                              | Președinți al Republicii (succesivi)                                   | Grzegorz Schetyna (interinar)                                                                   | 8 iulie 2010                         |
| Polonia                                                                              | Președinți al Republicii (succesivi)                                   | Bogdan Borusewicz (interinar)                                                                   | 8 iulie 2010                         |
| Polonia                                                                              | Președinți al Republicii (succesivi)                                   | Bronisław Komorowski (interinar)                                                                | 10 aprilie 2010                      |
| Polonia                                                                              | Președinți al Republicii (succesivi)                                   | Lech Kaczyński                                                                                  | 23 decembrie 2005                    |
| Polonia                                                                              | Prim-ministru (președinte al Consiliului de Miniștri)                  | Donald Tusk                                                                                     | 16 noiembrie 2007                    |
| Portugalia · (vezi și : §13)                                                         | Președinte al Republicii                                               | Aníbal Cavaco Silva                                                                             | 9 martie 2006                        |
| Portugalia · (vezi și : §13)                                                         | Prim-ministru                                                          | José Sócrates                                                                                   | 12 mai 2005                          |
| Qatar                                                                                | Emir                                                                   | șeic Hamad bin Khalifa Al Thani                                                                 | 27 iunie 1995                        |
| Qatar                                                                                | Prim-ministru (ministru președinte)                                    | șeic Hamad bin Jassim bin Jaber Al Thani                                                        | 3 aprilie 2007                       |
| Regatul Unit (vezi și : §6)                                                          | Regină                                                                 | Elisabeta a II-a                                                                                | 6 februarie 1952                     |
| Regatul Unit (vezi și : §6)                                                          | Prim-miniștri (succesivi)                                              | David Cameron                                                                                   | 11 mai 2010                          |
| Regatul Unit (vezi și : §6)                                                          | Prim-miniștri (succesivi)                                              | Gordon Brown                                                                                    | 27 iunie 2007                        |
| România                                                                              | Președinte                                                             | Traian Băsescu ,                                                                                | 20 decembrie 2004                    |
| România                                                                              | Prim-ministru                                                          | Emil Boc                                                                                        | 22 decembrie 2008                    |
| Rusia · (vezi și : §15)                                                              | Președinte al Federației                                               | Dmitri Medvedev                                                                                 | 7 mai 2008                           |
| Rusia · (vezi și : §15)                                                              | Prim-ministru (președinte al Guvernului)                               | Vladimir Putin                                                                                  | 8 mai 2008                           |
| Rwanda                                                                               | Președinte al Republicii                                               | Paul Kagame                                                                                     | 24 martie 2000                       |
| Rwanda                                                                               | Prim-ministru                                                          | Bernard Makuza                                                                                  | 8 martie 2000                        |
| Samoa                                                                                | Șef al statului (O le Ao o lr Malo)                                    | tuimaleali'ifano Tupua Tamasese Tupuola Tufuga Efi                                              | 20 iunie 2007                        |
| Samoa                                                                                | Prim-ministru (Palemia o le Malo)                                      | Tuilaepa Sailele Malielegaoi                                                                    | 23 noiembrie 1998                    |
| San Marino                                                                           | Căpitani regenți (succesivi)                                           | Giovanni Francesco Ugolini și Andrea Zafferani                                                  | 1 octombrie 2010                     |
| San Marino                                                                           | Căpitani regenți (succesivi)                                           | Marco Conti și Glauco Sansovini                                                                 | 1 aprilie 2010                       |
| San Marino                                                                           | Căpitani regenți (succesivi)                                           | Francesco Mussoni și Stefano Palmieri                                                           | 1 octombrie 2009                     |
| São Tomé și Príncipe · (vezi și : §13)                                               | Președinte al Republicii                                               | Fradique de Menezes                                                                             | 23 iulie 2003                        |
| São Tomé și Príncipe · (vezi și : §13)                                               | Prim-ministru                                                          | Patrice Trovoada ,                                                                              | 23 iulie 2003                        |
| Senegal                                                                              | Președinte al Republicii                                               | Abdoulaye Wade                                                                                  | 1 aprilie 2000                       |
| Senegal                                                                              | Prim-ministru                                                          | Souleymane Ndéné Ndiaye                                                                         | 30 aprilie 2009                      |
| Serbia · (vezi și : §2 și §15)                                                       | Președinte al Republicii                                               | Boris Tadić                                                                                     | 11 iulie 2004                        |
| Serbia · (vezi și : §2 și §15)                                                       | Prim-ministru (președinte al Guvernului)                               | Mirko Cvetković                                                                                 | 7 iulie 2008                         |
| Seychelles                                                                           | Președinte al Republicii                                               | James Michel                                                                                    | 14 aprilie 2004                      |
| Sfânta Lucia · (Saint Lucia)                                                         | Regină                                                                 | Elisabeta a II-a                                                                                | 22 februarie 1979                    |
| Sfânta Lucia · (Saint Lucia)                                                         | Guvernatoare generală                                                  | dame Pearlette Louisy                                                                           | 17 septembrie 1997                   |
| Sfânta Lucia · (Saint Lucia)                                                         | Prim-ministru                                                          | Stephenson King                                                                                 | 1 mai 2007                           |
| Sfântul Cristofor și Nevis · [Saint Kitts (Christopher) and Nevis] · (vezi și : §13) | Regină                                                                 | Elisabeta a II-a                                                                                | 19 septembrie 1983                   |
| Sfântul Cristofor și Nevis · [Saint Kitts (Christopher) and Nevis] · (vezi și : §13) | Guvernator general                                                     | sir Cuthbert Sebastian                                                                          | 1 ianuarie 1996                      |
| Sfântul Cristofor și Nevis · [Saint Kitts (Christopher) and Nevis] · (vezi și : §13) | Prim-ministru                                                          | Denzil Douglas                                                                                  | 6 iulie 1995                         |
| Sfântul Vincențiu și Grenadinele (Saint Vincent and the Grenadines)                  | Regină                                                                 | Elisabeta a II-a                                                                                | 27 octombrie 1979                    |
| Sfântul Vincențiu și Grenadinele (Saint Vincent and the Grenadines)                  | Guvernator general                                                     | sir Frederick Ballantyne                                                                        | 2 septembrie 2002                    |
| Sfântul Vincențiu și Grenadinele (Saint Vincent and the Grenadines)                  | Prim-ministru                                                          | Ralph Gonsalves                                                                                 | 29 martie 2001                       |
| Sierra Leone                                                                         | Președinte al Republicii                                               | Ernest Bai Koroma                                                                               | 17 septembrie 2007                   |
| Singapore                                                                            | Președinte al Republicii                                               | S.R. Nathan                                                                                     | 1 septembrie 1999                    |
| Singapore                                                                            | Prim-ministru                                                          | Lee Hsien Loong                                                                                 | 12 august 2004                       |
| Siria                                                                                | Președinte al Republicii                                               | Bashar al-Assad                                                                                 | 17 iulie 2000                        |
| Siria                                                                                | Prim-ministru (ministru președinte)                                    | Mohammed Naji al-Otari                                                                          | 10 septembrie 2003                   |
| Slovacia                                                                             | Președinte al Republicii                                               | Ivan Gašparovič                                                                                 | 15 iunie 2004                        |
| Slovacia                                                                             | Prim-miniștri (președinți ai Guvernului) (succesivi)                   | Iveta Radičová                                                                                  | 8 iulie 2010                         |
| Slovacia                                                                             | Prim-miniștri (președinți ai Guvernului) (succesivi)                   | Robert Fico                                                                                     | 4 iulie 2006                         |
| Slovenia                                                                             | Președinte al Republicii                                               | Danilo Türk                                                                                     | 22 decembrie 2007                    |
| Slovenia                                                                             | Prim-ministru (președinte al Guvernului)                               | Borut Pahor                                                                                     | 21 noiembrie 2008                    |
| \| Solomon, Insulele                                                                 | Regină                                                                 | Elisabeta a II-a                                                                                | 7 iulie 1978                         |
| \| Solomon, Insulele                                                                 | Guvernator general                                                     | sir Frank Kabui                                                                                 | 7 iulie 2009                         |
| \| Solomon, Insulele                                                                 | Prim-miniștri (succesivi)                                              | Danny Philip                                                                                    | 25 august 2010                       |
| \| Solomon, Insulele                                                                 | Prim-miniștri (succesivi)                                              | Derek Sikua                                                                                     | 20 decembrie 2007                    |
| Somalia · (vezi și : §3 și §15)                                                      | Președinte ai Republicii                                               | Sharif Sheikh Ahmed                                                                             | 31 ianuarie 2009                     |
| Somalia · (vezi și : §3 și §15)                                                      | Prim-miniștri (succesivi)                                              | Mohamed Abdullahi Mohamed                                                                       | 1 noiembrie 2010                     |
| Somalia · (vezi și : §3 și §15)                                                      | Prim-miniștri (succesivi)                                              | Abdiwahid Ilmi Omar Gonjeh (interimar)                                                          | 24 septembrie 2010                   |
| Somalia · (vezi și : §3 și §15)                                                      | Prim-miniștri (succesivi)                                              | Omar Abdirashid Ali Sharmarke                                                                   | 14 februarie 2009                    |
| Spania · (vezi și : §13)                                                             | Rege                                                                   | Juan Carlos I                                                                                   | 22 noiembrie 1975                    |
| Spania · (vezi și : §13)                                                             | Președinte al Guvernului                                               | José Luis Rodríguez Zapatero                                                                    | 16 august 2004                       |
| Sri Lanka                                                                            | Președinte al Republicii                                               | Mahinda Rajapaksa                                                                               | 19 noiembrie 2005                    |
| Sri Lanka                                                                            | Prim-minștri (succesivi)                                               | D. M. Jayaratne                                                                                 | 21 aprilie 2010                      |
| Sri Lanka                                                                            | Prim-minștri (succesivi)                                               | Ratnasiri Wickremanayake                                                                        | 21 noiembrie 2005                    |
| Statele Unite ale Americii · (vezi și : §12)                                         | Președinte                                                             | Barack Obama                                                                                    | 20 ianuarie 2009                     |
| Sudan                                                                                | Președinte al Republicii                                               | Omar Hasan Ahmad al-Bashir                                                                      | 30 iunie 1989                        |
| Suedia                                                                               | Rege                                                                   | Carl al XVI-lea Gustaf                                                                          | 19 septembrie 1973                   |
| Suedia                                                                               | Prim-ministru (ministru de stat)                                       | Fredrik Reinfeldt                                                                               | 6 octombrie 2006                     |
| Surinam                                                                              | Președinți (succesivi)                                                 | Dési Bouterse                                                                                   | 12 august 2010                       |
| Surinam                                                                              | Președinți (succesivi)                                                 | Ronald Venetiaan                                                                                | 12 august 2000                       |
| Surinam                                                                              | Vicepreședinți (succesivi)                                             | Robert Ameerali                                                                                 | 12 august 2010                       |
| Surinam                                                                              | Vicepreședinți (succesivi)                                             | Ram Sardjo                                                                                      | 12 august 2005                       |
| Swaziland                                                                            | Șef al statului [rege (iNgwenyama)]                                    | Mswati al III-lea                                                                               | 25 aprilie 1986                      |
| Swaziland                                                                            | Prim-ministru (Ndvunankhulu)                                           | Barnabas Sibusiso Dlamini                                                                       | 23 octombrie 2008                    |
| Tadjikistan · (Vezi și : §13)                                                        | Președinte al Republicii                                               | Emomali Rahmon                                                                                  | 19 noiembrie 1992                    |
| Tadjikistan · (Vezi și : §13)                                                        | Prim-ministru                                                          | Oqil Oqilov                                                                                     | 20 decembrie 1999                    |
| Tanzania · (vezi și : §13)                                                           | Președinte al Republicii                                               | Jakaya Mrisho Kikwete                                                                           | 21 decembrie 2005                    |
| Tanzania · (vezi și : §13)                                                           | Prim-ministru (ministru șef)                                           | Mizengo Pinda                                                                                   | 9 februarie 2008                     |
| Thailanda                                                                            | Rege                                                                   | Bhumibol Adulyadej                                                                              | 9 iunie 1946                         |
| Thailanda                                                                            | Prim-ministru (ministru de stat șef)                                   | Abhisit Vejjajiva                                                                               | 15 decembrie 2008                    |
| Timorul de Est                                                                       | Președinte al Republicii                                               | José Ramos-Horta ,                                                                              | 20 mai 2007                          |
| Timorul de Est                                                                       | Prim-ministru                                                          | Xanana Gusmão                                                                                   | 8 august 2007                        |
| Togo                                                                                 | Președinte al Republicii                                               | Faure Eyadéma ,                                                                                 | 4 mai 2005                           |
| Togo                                                                                 | Prim-ministru                                                          | Gilbert Houngbo                                                                                 | 8 septembrie 2008                    |
| Tonga                                                                                | Rege                                                                   | George Tupou al V-lea                                                                           | 11 septembrie 2006                   |
| Tonga                                                                                | Prim-ministri (premieri) (succesivi)                                   | Sialeʻataongo Tuʻivakanō                                                                        | 22 decembrie 2010                    |
| Tonga                                                                                | Prim-ministri (premieri) (succesivi)                                   | Feleti „Fred" Vaka'uta Sevele                                                                   | 11 februarie 2006                    |
| Trinidad și Tobago (vezi și : §13)                                                   | Președinte al Republicii                                               | George Maxwell Richards                                                                         | 17 martie 2003                       |
| Trinidad și Tobago (vezi și : §13)                                                   | Prim-miniștri (succesivi)                                              | Kamla Persad-Bissessar                                                                          | 26 mai 2010                          |
| Trinidad și Tobago (vezi și : §13)                                                   | Prim-miniștri (succesivi)                                              | Patrick Manning                                                                                 | 24 decebrie 2001                     |
| Tunisia                                                                              | Președinte al Republicii                                               | Zine El Abidine Ben Ali                                                                         | 7 moiembrie 1987                     |
| Tunisia                                                                              | Șef al guvernului                                                      | Mohamed Ghannouchi                                                                              | 11 noiembrie 1999                    |
| Turcia                                                                               | Președinte al Republicii                                               | Abdullah Gül                                                                                    | 28 august 2007                       |
| Turcia                                                                               | Prim-ministru                                                          | Recep Tayyip Erdoğan                                                                            | 14 martie 2003                       |
| Turkmenistan                                                                         | Președinte                                                             | Gurbangulî Berdimuhamedov                                                                       | 21 decembrie 2006                    |
| Tuvalu                                                                               | Regină                                                                 | Elisabeta a II-a                                                                                | 1 octombrie 1978                     |
| Tuvalu                                                                               | Guvernatori generali (succesivi)                                       | sir Iakoba Italeli                                                                              | 16 aprilie 2010                      |
| Tuvalu                                                                               | Guvernatori generali (succesivi)                                       | sir Kamuta Latasi (interimar)                                                                   | 19 martie 2010                       |
| Tuvalu                                                                               | Guvernatori generali (succesivi)                                       | sir Filoimea Telito                                                                             | 15 aprilie 2005                      |
| Tuvalu                                                                               | Priim-miniștri (Ulu o te Malo) (succesivi)                             | Willy Telavi                                                                                    | 24 decembrie 2010                    |
| Tuvalu                                                                               | Priim-miniștri (Ulu o te Malo) (succesivi)                             | Maatia Toafa                                                                                    | 29 septembrie 2010                   |
| Tuvalu                                                                               | Priim-miniștri (Ulu o te Malo) (succesivi)                             | Apisai Ielemia                                                                                  | 14 august 2006                       |
| Țările de Jos · (vezi și : §11)                                                      | Regină al Țărilor de Jos                                               | Beatrix                                                                                         | 30 aprilie 1980                      |
| Țările de Jos · (vezi și : §11)                                                      | Prim-miniștrî (miniștri președinți) (succesivi)                        | Mark Rutte                                                                                      | 14 octombrie 2010                    |
| Țările de Jos · (vezi și : §11)                                                      | Prim-miniștrî (miniștri președinți) (succesivi)                        | Jan Peter Balkenende                                                                            | 22 iulie 2002                        |
| Ucraina · (vezi și §13)                                                              | Președinți (succesivi)                                                 | Viktor Yanukovych                                                                               | 25 februarie 2010                    |
| Ucraina · (vezi și §13)                                                              | Președinți (succesivi)                                                 | Viktor Yushchenko                                                                               | 23 ianuaeie 2005                     |
| Ucraina · (vezi și §13)                                                              | Prim-miniștri (succesivi)                                              | Mykola Azarov                                                                                   | 11 martie 2010                       |
| Ucraina · (vezi și §13)                                                              | Prim-miniștri (succesivi)                                              | Oleksandr Turchynov (de facto)                                                                  | 4 martie 2010 – 9 martie 2010        |
| Ucraina · (vezi și §13)                                                              | Prim-miniștri (succesivi)                                              | Iulia Timoșenko ,                                                                               | 18 decembrie 2007                    |
| Uganda                                                                               | Președinte al Republicii                                               | Yoweri Museveni                                                                                 | 26 ianuarie 1986                     |
| Uganda                                                                               | Prim-ministru                                                          | Apolo Nsibambi                                                                                  | 5 aprilie 1999                       |
| Ungaria                                                                              | Președinte                                                             | Pál Schmitt                                                                                     | 6 august 2010                        |
| Ungaria                                                                              | Prim-miniștri (miniștri președinți) (succesivi)                        | Viktor Orbán                                                                                    | 29 mai 2010                          |
| Ungaria                                                                              | Prim-miniștri (miniștri președinți) (succesivi)                        | Gordon Bajnai                                                                                   | 14 aprilie 2009                      |
| Uruguay                                                                              | Președinți ai Republicii (succesivi)                                   | José Mujica                                                                                     | 1 martie 2010                        |
| Uruguay                                                                              | Președinți ai Republicii (succesivi)                                   | Tabaré Vázquez                                                                                  | 1 martie 2005                        |
| Uzbekistan · (vezi și : §13)                                                         | Președinte al Republicii                                               | Islam Karimov                                                                                   | 24 martie 1990                       |
| Uzbekistan · (vezi și : §13)                                                         | Islam Karimov                                                          | Shavkat Mirziyoyev                                                                              | 12 decembrie 2003                    |
| Vanuatu                                                                              | Președinte al Republicii                                               | Iolu Abil                                                                                       | 2 septembrie 2009                    |
| Vanuatu                                                                              | Prim-miniștri (succesivi)                                              | Sato Kilman                                                                                     | 2 decembrie 2010                     |
| Vanuatu                                                                              | Prim-miniștri (succesivi)                                              | Nipake Edward Natapei Tua Fanua`ariki                                                           | 22 septembrie 2008                   |
| Vatican / Sfântul Scaun                                                              | Suveran / Papă                                                         | Benedict al XVI-lea                                                                             | 19 aprilie 2005                      |
| Vatican / Sfântul Scaun                                                              | Președinte al Guvernoratului (șef al guvernului Statului Oraș Vatican) | cardinal Giovanni Lajolo                                                                        | 15 septembrie 2006                   |
| Vatican / Sfântul Scaun                                                              | Secretar de stat (prim-ministru al Sfântului Scaun)                    | cardinal Tarcisio Bertone                                                                       | 15 septembrie 2006                   |
| Venezuela                                                                            | Președinte al Republicii                                               | Hugo Chávez                                                                                     | 14 aprilie 2002                      |
| Venezuela                                                                            | Vicepreședinți executivi (succesivi)                                   | Elías Jaua                                                                                      | 26 ianuarie 2010                     |
| Venezuela                                                                            | Vicepreședinți executivi (succesivi)                                   | Ramón Carrizales                                                                                | 6 ianuarie 2008                      |
| Vietnam                                                                              | Secretar general ai Partidului Comunist Vietnamez                      | Nong Duc Manh                                                                                   | 22 aprilie 2001                      |
| Vietnam                                                                              | Președinte al Republicii                                               | Nguyen Minh Triet                                                                               | 27 iulie 2006                        |
| Vietnam                                                                              | Prim ministru (premier al Guvernului)                                  | Nguyen Tan Dung                                                                                 | 27 iunie 2006                        |
| Yemen                                                                                | Președinte al Republicii                                               | Ali Abdallah Saleh                                                                              | 22 mai 1990                          |
| Yemen                                                                                | Prim-ministru (ministru președinte)                                    | Ali Muhammad Mujawar                                                                            | 7 aprilie 2007                       |
| Zambia                                                                               | Președinte                                                             | Rupiah Banda                                                                                    | 29 iunie 2008                        |
| Zimbabwe                                                                             | Președinte                                                             | Robert Mugabe                                                                                   | 31 decembrie 1987                    |
| Zimbabwe                                                                             | Prim-ministru                                                          | Morgan Tsvangirai                                                                               | 11 februarie 2009                    |

## State independente recunoscute parțial
| Statul și statutul                                                                                  | Separat din                                 | Funcția                                                                         | Numele                       | Începând cu        |
| --------------------------------------------------------------------------------------------------- | ------------------------------------------- | ------------------------------------------------------------------------------- | ---------------------------- | ------------------ |
| Abhazia (Stat secesionist prorus, fostă republică autonomă) (vezi și : §15)                         | Georgia                                     | Președinte                                                                      | Sergey Bagapsh               | 12 februarie 2005  |
| Abhazia (Stat secesionist prorus, fostă republică autonomă) (vezi și : §15)                         | Georgia                                     | Prim-miniștri (succesivi)                                                       | Sergey Shamba                | 13 februarie 2010  |
| Abhazia (Stat secesionist prorus, fostă republică autonomă) (vezi și : §15)                         | Georgia                                     | Prim-miniștri (succesivi)                                                       | Aleksandr Ankvab             | 14 februarie 2005  |
| Azad Cașmir , (Stat constituit în zona ocupată de Pakistan a Cașmirului)                            | India · Jammu și Cașmir                     | Președinte                                                                      | Raja Zulqarnain Khan         | 25 august 2006     |
| Azad Cașmir , (Stat constituit în zona ocupată de Pakistan a Cașmirului)                            | India · Jammu și Cașmir                     | Prim-miniștri (succesivi)                                                       | Sardar Attique Ahmed Khan    | 29 iulie 2010      |
| Azad Cașmir , (Stat constituit în zona ocupată de Pakistan a Cașmirului)                            | India · Jammu și Cașmir                     | Prim-miniștri (succesivi)                                                       | Raja Farooq Haider Khan      | 23 octombrie 2009  |
| Ciprul de Nord (Stat secesionist proturc al minorității turce)                                      | Cipru                                       | Președinți (succesivi)                                                          | Derviş Eroğlu                | 23 aprilie 2010    |
| Ciprul de Nord (Stat secesionist proturc al minorității turce)                                      | Cipru                                       | Președinți (succesivi)                                                          | Mehmet Ali Talat             | 24 aprilie 2005    |
| Ciprul de Nord (Stat secesionist proturc al minorității turce)                                      | Cipru                                       | Prim-miniștri (succesivi)                                                       | Irsen Küçük                  | 17 mai 2010        |
| Ciprul de Nord (Stat secesionist proturc al minorității turce)                                      | Cipru                                       | Prim-miniștri (succesivi)                                                       | Hüseyin Özgürgün (interimar) | 23 aprilie 2010    |
| Ciprul de Nord (Stat secesionist proturc al minorității turce)                                      | Cipru                                       | Prim-miniștri (succesivi)                                                       | Derviş Eroğlu ,              | 5 mai 2009         |
| Kosovo (Regiune apoi republică autonomă auto proclamată independentă) (vezi și : §15)               | Serbia                                      | Președinți ai Republicii (succesivi)                                            | Jakup Krasniqi (interimar)   | 22 septembrie 2010 |
| Kosovo (Regiune apoi republică autonomă auto proclamată independentă) (vezi și : §15)               | Serbia                                      | Președinți ai Republicii (succesivi)                                            | Fatmir Sejdiu                | 10 februarie 2006  |
| Kosovo (Regiune apoi republică autonomă auto proclamată independentă) (vezi și : §15)               | Serbia                                      | Prim-ministru                                                                   | Hashim Thaçi                 | 9 ianuarie 2008    |
| Kosovo (Regiune apoi republică autonomă auto proclamată independentă) (vezi și : §15)               | Serbia                                      | Reprezentant Special al Secretarului General al ONU prntru Kosovo (SRSG)        | Lamberto Zannier (Italia)    | 20 iunie 2008      |
| Osetia de Sud , (Stat secesionist prorus, fostă republică autonomă) (vezi și : §15)                 | Georgia                                     | Președinte                                                                      | Eduard Kokoyev               | 18 decembrie 2001  |
| Osetia de Sud , (Stat secesionist prorus, fostă republică autonomă) (vezi și : §15)                 | Georgia                                     | Președinte al Guvernului                                                        | Vadim Brovtsev               | 5 august 2009      |
| Statul Palestina (Stat proclamat în numele poporului palestinian, practic inoperant) (vezi și : §5) | Israel · Autoritatea Națională Palestiniană | Președinte                                                                      | Mahmoud Abbas ,              | 8 mai 2005         |
| Statul Palestina (Stat proclamat în numele poporului palestinian, practic inoperant) (vezi și : §5) | Israel · Autoritatea Națională Palestiniană | Președinte al Consiliului Executiv al Organizației pentru Eliberarea Palestinei | Mahmoud Abbas ,              | 29 octombrie 2004  |
| Sahara occidentală (Stat format în cadeul fostei Sahare Spaniole)                                   | Maroc                                       | Președinte                                                                      | Mohamed Abdelaziz            | 30 august 1976     |
| Sahara occidentală (Stat format în cadeul fostei Sahare Spaniole)                                   | Maroc                                       | Prim-ministru                                                                   | Abdelkader Taleb Oumar       | 29 octombrie 2003  |
| Taiwan (Stat constituit în insula Taiwan)                                                           | China                                       | Președinte al Republicii                                                        | Ma Ying-jeou                 | 20 mai 2008        |
| Taiwan (Stat constituit în insula Taiwan)                                                           | China                                       | Președinte al Yuan-ului executiv (prim-ministru)                                | Wu Den-yih                   | 10 septembrie 2009 |

## State independente nerecunoscut e
| Statul și statutul                                                                            | Separat din        | Funcția                | Numele                 | Începând cu        |
| --------------------------------------------------------------------------------------------- | ------------------ | ---------------------- | ---------------------- | ------------------ |
| Karabahul de Munte (sau Nagorno Karabah) (Stat secesionist proarmean, fostă regiune autonomă) | Azerbaidjan        | Președinte             | Bako Sahakian          | 7 septembrie 2007  |
| Karabahul de Munte (sau Nagorno Karabah) (Stat secesionist proarmean, fostă regiune autonomă) | Azerbaidjan        | Prim-ministru          | Araik Haroutiounian    | 14 septembrie 2007 |
| Somaliland (Stat secesionist, fostă regiune autonomă) (vezi și : §15)                         | Somalia            | Președinți (succesivi) | Ahmed Mahamoud Silanyo | 27 iulie 2010      |
| Somaliland (Stat secesionist, fostă regiune autonomă) (vezi și : §15)                         | Somalia            | Președinți (succesivi) | Dahir Riyale Kahin     | 3 mai 2002         |
| Transnistria (Stat secesionist prorus, fostă regiune autonomă)                                | Moldova, Republica | Președinte             | Igor Smirnov           | 3 decembrie 1991   |

## Alte teritorii independentede facto
| Statul și statutul                                                        | Separat din | Funcția | Numele            | Începând cu |
| ------------------------------------------------------------------------- | ----------- | ------- | ----------------- | ----------- |
| Waziristan (Zonă controlată de facto de militanții islamiști pakistanezi) | Pakistan    | Emir    | Hakimullah Mehsud | august 2009 |

## Entități cu statut apropiat de cel de stat
| Entitate                                                 | Funcție                                          | Nume                                                            | Începând cu       |
| -------------------------------------------------------- | ------------------------------------------------ | --------------------------------------------------------------- | ----------------- |
| Ordinul de Malta                                         | Mare Maestru                                     | Matthew Festing                                                 | 11 martie 2008    |
| Ordinul de Malta                                         | Mare Cancelar                                    | Jean-Pierre Mazery                                              | 3 noiembrie 2004  |
| Autoritatea Națională Palestiniană (vezi și : §2 și §15) | Președinte al Autorității Naționale Palestiniene | Mahmoud Abbas , , (corevendicator începând cu 15 ianuarie 2009) | 15 ianuarie 2005  |
| Autoritatea Națională Palestiniană (vezi și : §2 și §15) | Prim-ministru                                    | Salam Fayyad (corevendicator începând cu 17 iunie 2007)         | 17 iunie 2007     |
| Uniunea Europeană                                        | Președinte al Consiliului European               | Herman Van Rompuy                                               | 1 decembrie 2009  |
| Uniunea Europeană                                        | Președinte al Comisiei Europene                  | José Manuel Barroso                                             | 22 noiembrie 2004 |

## Teritorii exterioare și asociate ale Australiei
| Teritoriu                          | Suveranitate și statut                                                                              | Funcția                                                                                     | Numele                         | Începând cu        |
| ---------------------------------- | --------------------------------------------------------------------------------------------------- | ------------------------------------------------------------------------------------------- | ------------------------------ | ------------------ |
| Ashmore și Cartier, Insulele       | Australia · (Teritoriu exterior nelocuit)                                                           | Regină a Australiei                                                                         | Elisabeta a II-a               | 5 februarie 1952   |
| Ashmore și Cartier, Insulele       | Australia · (Teritoriu exterior nelocuit)                                                           | Guvernatoare generală a Australiei                                                          | Quentin Bryce                  | 5 septembrie 2008  |
| Ashmore și Cartier, Insulele       | Australia · (Teritoriu exterior nelocuit)                                                           | Ministru ai Australiei Regionale, Dezvoltării Regionale și Guvernării Locale al Auastraliei | Simon Crean                    | 14 septembrie 2010 |
| Ashmore și Cartier, Insulele       | Australia · (Teritoriu exterior nelocuit)                                                           | Procuror General al Australiei                                                              | responsabilitate redistribuită | 14 septembrie 2010 |
| Ashmore și Cartier, Insulele       | Australia · (Teritoriu exterior nelocuit)                                                           | Procuror General al Australiei                                                              | Robert McClelland              | 3 decembrie 2007   |
| Christmas, Insula                  | Australia · (Teritoriu exterior)                                                                    | Regină a Australiei                                                                         | Elisabeta a II-a               | 6 februarie 1952   |
| Christmas, Insula                  | Australia · (Teritoriu exterior)                                                                    | Guvernatoare generală a Australiei                                                          | Quentin Bryce                  | 5 septembrie 2008  |
| Christmas, Insula                  | Australia · (Teritoriu exterior)                                                                    | Administrator                                                                               | Brian James Lacy               | 5 octombrie 2009   |
| Christmas, Insula                  | Australia · (Teritoriu exterior)                                                                    | Președinte al Shire                                                                         | Gordon Thomson                 | mai 2003           |
| Cocos (Keeling), Insulele          | Australia · (Teritoriu exterior)                                                                    | Regină a Australiei                                                                         | Elisabeta a II-a               | 6 februarie 1952   |
| Cocos (Keeling), Insulele          | Australia · (Teritoriu exterior)                                                                    | Guvernatoare generală a Australiei                                                          | Quentin Bryce                  | 5 septembrie 2008  |
| Cocos (Keeling), Insulele          | Australia · (Teritoriu exterior)                                                                    | Administrator                                                                               | Brian James Lacy               | 5 octombrie 2009   |
| Cocos (Keeling), Insulele          | Australia · (Teritoriu exterior)                                                                    | Președinte al Shire                                                                         | Balmut Pirus                   | octobrie 2009      |
| Heard și McDonald, Insulele (HIMI) | Australia · (Teritoriu exterior nelocuit)                                                           | Regină a Australiei                                                                         | Elisabeta a II-a               | 6 februarie 1952   |
| Heard și McDonald, Insulele (HIMI) | Australia · (Teritoriu exterior nelocuit)                                                           | Guvernatoare generală a Australiei                                                          | Quentin Bryce                  | 5 septembrie 2008  |
| Heard și McDonald, Insulele (HIMI) | Australia · (Teritoriu exterior nelocuit)                                                           | Director al Departamentului Australian al Antarcticii                                       | Lyn Maddock                    | februarie 2009     |
| Lord Howe, Insula                  | Noul Wales de Sud (Zonă neîncorporată cu autoguvernare din cadrul statului Noul Wales de Sud)       | Guvernatoare a Noului Wales de Sud                                                          | Marie Bashir                   | 1 martie 2001      |
| Lord Howe, Insula                  | Noul Wales de Sud (Zonă neîncorporată cu autoguvernare din cadrul statului Noul Wales de Sud)       | Premier al Noului Wales de Sud                                                              | Kristina Keneally              | 4 decembrie 2009   |
| Lord Howe, Insula                  | Noul Wales de Sud (Zonă neîncorporată cu autoguvernare din cadrul statului Noul Wales de Sud)       | Președiinte al Consiliului Insulei Lord Howe                                                | Alistair Henchman              | aprilie 2008       |
| Lord Howe, Insula                  | Noul Wales de Sud (Zonă neîncorporată cu autoguvernare din cadrul statului Noul Wales de Sud)       | Director executiv al Consiliului Insulei Lord Howe                                          | Stephen "Steve" Wills          | mai 2008           |
| Macquarie, Insula                  | Tasmania (Insuliță nelocuită și izolată atașată Consiliul Huon Valley din cadrul statului Tasmania) | Guvernator al Tasmaniei                                                                     | Peter Underwood                | 2 aprilie 2008     |
| Macquarie, Insula                  | Tasmania (Insuliță nelocuită și izolată atașată Consiliul Huon Valley din cadrul statului Tasmania) | Premier al statului Tasmania                                                                | David Bartlett                 | 26 mai 2008        |
| Macquarie, Insula                  | Tasmania (Insuliță nelocuită și izolată atașată Consiliul Huon Valley din cadrul statului Tasmania) | Primarul Consiliului Huon Valley                                                            | Robert Armstrong               | ?                  |
| Macquarie, Insula                  | Tasmania (Insuliță nelocuită și izolată atașată Consiliul Huon Valley din cadrul statului Tasmania) | Director executivi al Consiliului Huon Valley                                               | Glenn Graeme Doyle             | septembrie 2009    |
| Macquarie, Insula                  | Tasmania (Insuliță nelocuită și izolată atașată Consiliul Huon Valley din cadrul statului Tasmania) | Secretar adjunct pentru Parcuri și Patrimoniu al Tasmaniei                                  | Peter Mooney                   | .../august 2008    |
| Mării de Coral, Insulele           | Australia · (Teritoriu exterior nelocuit)                                                           | Regină a Australiei                                                                         | Elisabeta a II-a               | 6 februarie 1952   |
| Mării de Coral, Insulele           | Australia · (Teritoriu exterior nelocuit)                                                           | Guvernatoare generală a Australiei                                                          | Quentin Bryce                  | 5 septembrie 2008  |
| Mării de Coral, Insulele           | Australia · (Teritoriu exterior nelocuit)                                                           | Miniștru australian al Regionale, Dezvoltării Regionale și Guvernării Locale al Auastraliei | Simon Crean                    | 14 septembrie 2010 |
| Mării de Coral, Insulele           | Australia · (Teritoriu exterior nelocuit)                                                           | Procuror General al Australiei                                                              | responsabilitate redistribuită | 14 septembrie 2010 |
| Mării de Coral, Insulele           | Australia · (Teritoriu exterior nelocuit)                                                           | Procuror General al Australiei                                                              | Robert McClelland              | 3 decembrie 2007   |
| Norfolk, Insula                    | Australia · (Teritoriu asociat cu autoguvernare)                                                    | Regină a Australiei                                                                         | Elisabeta a II-a               | 6 februarie 1952   |
| Norfolk, Insula                    | Australia · (Teritoriu asociat cu autoguvernare)                                                    | Guvernatoare generală a Australiei                                                          | Quentin Bryce                  | 5 septembrie 2008  |
| Norfolk, Insula                    | Australia · (Teritoriu asociat cu autoguvernare)                                                    | Administrator                                                                               | Owen Walsh                     | 1 octombrie 2007   |
| Norfolk, Insula                    | Australia · (Teritoriu asociat cu autoguvernare)                                                    | Ministri Șefi (succesivi)                                                                   | David Buffet                   | 24 martie 2010     |
| Norfolk, Insula                    | Australia · (Teritoriu asociat cu autoguvernare)                                                    | Ministri Șefi (succesivi)                                                                   | Andre Nobbs                    | 28 martie 2007     |
| Strâmtorii Torres, Insulele        | Queensland (Teritoriu cu un statut special aparținând statului Queensland)                          | Guvernatoare a statului Queensland                                                          | Penelope Wensley               | 28 iulie 2008      |
| Strâmtorii Torres, Insulele        | Queensland (Teritoriu cu un statut special aparținând statului Queensland)                          | Premier ai statutlui Queensland                                                             | Anna Maria Bligh               | 13 septembrie 2007 |
| Strâmtorii Torres, Insulele        | Queensland (Teritoriu cu un statut special aparținând statului Queensland)                          | Președinte aI Autorității Regionale a Strâmtorii Torres                                     | John Toshie Kris               | mai 2001           |
| Zona Antarctică Australiană        | Australia · (Teritoriu exterior)                                                                    | Regină a Australiei                                                                         | Elisabeta a II-a               | 6 februarie 1952   |
| Zona Antarctică Australiană        | Australia · (Teritoriu exterior)                                                                    | Guvernatoare generală a Australiei                                                          | Quentin Bryce                  | 5 septembrie 2008  |
| Zona Antarctică Australiană        | Australia · (Teritoriu exterior)                                                                    | Director al Departamentului Australian al Antarcticii                                       | Lyn Maddock                    | februarie 2009     |

## Teritorii britanice de peste mări și dependențe ale coroanei britanice
| Teritoriu                                                                                  | Suveranitate și statut                                                                                              | Funcția                                                                | Numele                                     | Începând cu        |
| ------------------------------------------------------------------------------------------ | --- | ---------------------------------------------------------------------- | ------------------------------------------ | ------------------ |
| Akrotiri și Dhekelia, Zonele Bazelor Suverane                                              | Regatul Unit (Baze militare suverane)                                                                               | Regină a Regatului Unit                                                | Elisabeta a II-a                           | 6 februarie 1952   |
| Akrotiri și Dhekelia, Zonele Bazelor Suverane                                              | Regatul Unit (Baze militare suverane)                                                                               | Administratori (succesivi)                                             | Graham E. Stacey                           | 4 noiembrie 2010   |
| Akrotiri și Dhekelia, Zonele Bazelor Suverane                                              | Regatul Unit (Baze militare suverane)                                                                               | Administratori (succesivi)                                             | Jamie H. Gordon                            | 16 octombrie 2008  |
| Alderney                                                                                   | Guernsey (Dependență a bailiwick-ului Guernsey)                                                                     | Locotenent guvernator al bailiwick-ului Guernsey                       | sir Fabian Malbon                          | 18 octombrie 2005  |
| Alderney                                                                                   | Guernsey (Dependență a bailiwick-ului Guernsey)                                                                     | Bailiff de Guernsey                                                    | sir Geoffrey Rowland                       | 16 iunie 2005      |
| Alderney                                                                                   | Guernsey (Dependență a bailiwick-ului Guernsey)                                                                     | Ministru Șef al bailiwick-ului Guernsey                                | Lyndon Trott                               | 1 mai 2008         |
| Alderney                                                                                   | Guernsey (Dependență a bailiwick-ului Guernsey)                                                                     | Președinte al Statelor                                                 | Norman Browse                              | 19 ianuarie 2002   |
| Anguilla                                                                                   | Regatul Unit (Teritoriu de peste mări)                                                                              | Regină a Regatului Unit                                                | Elisabeta a II-a                           | 6 februarie 1952   |
| Anguilla                                                                                   | Regatul Unit (Teritoriu de peste mări)                                                                              | Guvernator                                                             | William Alistair Harrison                  | 21 aprilie 2009    |
| Anguilla                                                                                   | Regatul Unit (Teritoriu de peste mări)                                                                              | Miniștri Șefi (succesivi)                                              | Hubert Hughes                              | 16 februarie 2010  |
| Anguilla                                                                                   | Regatul Unit (Teritoriu de peste mări)                                                                              | Miniștri Șefi (succesivi)                                              | Osbourne Fleming                           | 6 martie 2000      |
| Ascensión. Insula                                                                          | Sfânta Elena, Ascension și Tristan da Cunha (Componentă a teritoriului Sfânta Elena, Ascensión și Tristan da Cunha) | Guvernator al teritoriului Sfânta Elena, Ascensión și Tristan da Cunha | Andrew Gurr                                | 11 noiembrie 2007  |
| Ascensión. Insula                                                                          | Sfânta Elena, Ascension și Tristan da Cunha (Componentă a teritoriului Sfânta Elena, Ascensión și Tristan da Cunha) | Administrator                                                          | Ross Denny                                 | septembrie 2008    |
| Bermude, Insulele                                                                          | Regatul Unit (Teritoriu de peste mări)                                                                              | Regină a Regatului Unit                                                | Elisabeta a II-a                           | 6 februarie 1952   |
| Bermude, Insulele                                                                          | Regatul Unit (Teritoriu de peste mări)                                                                              | Guvernator                                                             | sir Richard Gozney                         | 12 decembrie 2007  |
| Bermude, Insulele                                                                          | Regatul Unit (Teritoriu de peste mări)                                                                              | Premieri (succesivi)                                                   | Paula Cox                                  | octobrie 2010      |
| Bermude, Insulele                                                                          | Regatul Unit (Teritoriu de peste mări)                                                                              | Premieri (succesivi)                                                   | Ewart Frederick Brown, Jr.                 | 30 octombrie 2006  |
| Brecqhou                                                                                   | Sark (Insulă proprietate privată, componentă a senioriei Sark) (statut în dispută)                                  | Locotenent guvernator al bailiwick-ului Guernsey                       | sir Fabian Malbon                          | 18 octombrie 2005  |
| Brecqhou                                                                                   | Sark (Insulă proprietate privată, componentă a senioriei Sark) (statut în dispută)                                  | Bailiff de Guernsey                                                    | sir Geoffrey Rowland                       | 16 iunie 2005      |
| Brecqhou                                                                                   | Sark (Insulă proprietate privată, componentă a senioriei Sark) (statut în dispută)                                  | Ministru Șef al bailiwick-ului Guernsey                                | Lyndon Trott                               | 1 mai 2008         |
| Brecqhou                                                                                   | Sark (Insulă proprietate privată, componentă a senioriei Sark) (statut în dispută)                                  | Senior de Sark                                                         | Michael Beaumont                           | 14 iulie 1974      |
| Brecqhou                                                                                   | Sark (Insulă proprietate privată, componentă a senioriei Sark) (statut în dispută)                                  | Tenants                                                                | sir David Barclay și sir Frederick Barclay | septembrie 1993    |
| Cayman, Insulele                                                                           | Regatul Unit (Teritoriu britanic de peste mări)                                                                     | Regină a Regatului Unit                                                | Elisabeta a II-a                           | 6 februarie 1952   |
| Cayman, Insulele                                                                           | Regatul Unit (Teritoriu britanic de peste mări)                                                                     | Guvernatori (succesivi)                                                | Duncan Taylor                              | 15 ianuarie 2010   |
| Cayman, Insulele                                                                           | Regatul Unit (Teritoriu britanic de peste mări)                                                                     | Guvernatori (succesivi)                                                | Donovan Ebanks (interimar)                 | 2 decembrie 2009   |
| Cayman, Insulele                                                                           | Regatul Unit (Teritoriu britanic de peste mări)                                                                     | Premier                                                                | McKeeva Bush                               | 6 noiembrie 2009   |
| Falkland, Insulele                                                                         | Regatul Unit Teritoriu de peste mări)                                                                               | Regină a Regatului Unit                                                | Elisabeta a II-a                           | 6 februarie 1952   |
| Falkland, Insulele                                                                         | Regatul Unit Teritoriu de peste mări)                                                                               | Guvernatori (succesivi)                                                | Nigel Haywood                              | 16 octombrie 2010  |
| Falkland, Insulele                                                                         | Regatul Unit Teritoriu de peste mări)                                                                               | Guvernatori (succesivi)                                                | Ric Nye (interimar)                        | 18 septembrie 2010 |
| Falkland, Insulele                                                                         | Regatul Unit Teritoriu de peste mări)                                                                               | Guvernatori (succesivi)                                                | Alan Edden Huckle                          | 28 august 2006     |
| Falkland, Insulele                                                                         | Regatul Unit Teritoriu de peste mări)                                                                               | Șef al executivului                                                    | Tim Thorogood                              | 3 ianuarie 2008    |
| Georgia de Sud și Sandwich de Sud, Insulele (SGSSI)                                        | Regatul Unit (Teritoriu de peste mări)                                                                              | Regină a Regatului Unit                                                | Elisabeta a II-a                           | 6 februarie 1952   |
| Georgia de Sud și Sandwich de Sud, Insulele (SGSSI)                                        | Regatul Unit (Teritoriu de peste mări)                                                                              | Comisari , (succesivi)                                                 | Nigel Haywood                              | 16 octombrie 2010  |
| Georgia de Sud și Sandwich de Sud, Insulele (SGSSI)                                        | Regatul Unit (Teritoriu de peste mări)                                                                              | Comisari , (succesivi)                                                 | Ric Nye (interimar)                        | 18 septembrie 2010 |
| Georgia de Sud și Sandwich de Sud, Insulele (SGSSI)                                        | Regatul Unit (Teritoriu de peste mări)                                                                              | Comisari , (succesivi)                                                 | Alan Edden Huckle                          | 28 august 2006     |
| Georgia de Sud și Sandwich de Sud, Insulele (SGSSI)                                        | Regatul Unit (Teritoriu de peste mări)                                                                              | Administrator șef                                                      | Martin Collins                             | mai 2009           |
| Gibraltar                                                                                  | Regatul Unit (Teritoriu de peste mări)                                                                              | Regină a Regatului Unit                                                | Elisabeta a II-a                           | 6 februarie 1952   |
| Gibraltar                                                                                  | Regatul Unit (Teritoriu de peste mări)                                                                              | Guvernator                                                             | sir Adrian Johns                           | 26 octombrie 2009  |
| Gibraltar                                                                                  | Regatul Unit (Teritoriu de peste mări)                                                                              | Miniștru Șef                                                           | Peter Caruana                              | 17 mai 1996        |
| Guernsey                                                                                   | Coroana briranică (Dependență a Coroanei Britanice)                                                                 | Regină a Regatului Unit, Duce de Normandia                             | Elisabeta a II-a                           | 6 februarie 1952   |
| Guernsey                                                                                   | Coroana briranică (Dependență a Coroanei Britanice)                                                                 | Locotenent guvernator                                                  | sir Fabian Malbon                          | 18 octombrie 2005  |
| Guernsey                                                                                   | Coroana briranică (Dependență a Coroanei Britanice)                                                                 | Bailiff                                                                | sir Geoffrey Rowland                       | 16 iunie 2005      |
| Guernsey                                                                                   | Coroana briranică (Dependență a Coroanei Britanice)                                                                 | Ministru Șef                                                           | Lyndon Trott                               | 1 mai 2008         |
| Herm                                                                                       | Guernsey (Dependență a bailiwick-ului Guernsey}                                                                     | Locotenent guvernatori al bailiwick-ului Guernesey                     | sir Fabian Malbon                          | 18 octombrie 2005  |
| Herm                                                                                       | Guernsey (Dependență a bailiwick-ului Guernsey}                                                                     | Bailiff de Guernsey                                                    | sir Geoffrey Rowland                       | 16 iunie 2005      |
| Herm                                                                                       | Guernsey (Dependență a bailiwick-ului Guernsey}                                                                     | Ministru Șef al bailiwick-ului Guernsey                                | Lyndon Trott                               | 1 mai 2008         |
| Herm                                                                                       | Guernsey (Dependență a bailiwick-ului Guernsey}                                                                     | Tenants                                                                | John Singer și Julia Singer                | 1 octombrie 2008   |
| Jersey                                                                                     | Coroana briranică (Dependență a Coroanei Britanice)                                                                 | Regină a Regatului Unit, Duce de Normandia                             | Elisabeta a II-a                           | 6 februarie 1952   |
| Jersey                                                                                     | Coroana briranică (Dependență a Coroanei Britanice)                                                                 | Locotenent guvernator                                                  | sir Andrew Ridgway                         | 14 iunie 2006      |
| Jersey                                                                                     | Coroana briranică (Dependență a Coroanei Britanice)                                                                 | Bailiff                                                                | Michael Birt                               | 9 iulie 2009       |
| Jersey                                                                                     | Coroana briranică (Dependență a Coroanei Britanice)                                                                 | Ministru Șef                                                           | Terry Le Sueur                             | 12 decembrie 2008  |
| Jethou                                                                                     | Guernsey (Dependență a bailiwick-ului Guernsey)                                                                     | Locotenent guvernator al bailiwick-ului Guernsey                       | sir Fabian Malbon                          | 18 octombrie 2005  |
| Jethou                                                                                     | Guernsey (Dependență a bailiwick-ului Guernsey)                                                                     | Bailiff de Guernsey                                                    | sir Geoffrey Rowland                       | 16 iunie 2005      |
| Jethou                                                                                     | Guernsey (Dependență a bailiwick-ului Guernsey)                                                                     | Ministru Șef al bailiwick-ului Guernsey                                | Lyndon Trott                               | 1 mai 2008         |
| Jethou                                                                                     | Guernsey (Dependență a bailiwick-ului Guernsey)                                                                     | Subtenants                                                             | sir Peter Ogden și Philip Hulme            | 1995               |
| Lihou                                                                                      | Guernsey (Dependență a bailiwick-ului Guernsey)                                                                     | Locotenent guvernator al bailiwick-ului Guernsey                       | sir Fabian Malbon                          | 18 octombrie 2005  |
| Lihou                                                                                      | Guernsey (Dependență a bailiwick-ului Guernsey)                                                                     | Bailiff de Guernsey                                                    | sir Geoffrey Rowland                       | 16 iunie 2005      |
| Lihou                                                                                      | Guernsey (Dependență a bailiwick-ului Guernsey)                                                                     | Miniștru Șef al bailiwick-ului Guernsey                                | Lyndon Trott                               | 1 mai 2008         |
| Lihou                                                                                      | Guernsey (Dependență a bailiwick-ului Guernsey)                                                                     | Administrator                                                          | Richard Curtis                             | februarie 2006     |
| Man, Insula                                                                                | Coroana briranică (Dependență a Coroanei Britanice)                                                                 | Regină a Regatului Unit, Lord de Man                                   | Elisabeta a II-a                           | 6 februarie 1952   |
| Man, Insula                                                                                | Coroana briranică (Dependență a Coroanei Britanice)                                                                 | Locotenent guvernator                                                  | sir Paul Haddacks                          | 17 octombrie 2005  |
| Man, Insula                                                                                | Coroana briranică (Dependență a Coroanei Britanice)                                                                 | Prim deemsteri (succesivi)                                             | David Doyle                                | 20 decembrie 2010  |
| Man, Insula                                                                                | Coroana briranică (Dependență a Coroanei Britanice)                                                                 | Prim deemsteri (succesivi)                                             | Mike Kerruish                              | 2003               |
| Man, Insula                                                                                | Coroana briranică (Dependență a Coroanei Britanice)                                                                 | Miniștru Șef                                                           | Tony Brown                                 | 14 decembrie 2006  |
| Montserrat                                                                                 | Regatul Unit (Teritoriu de peste mări)                                                                              | Regină a Regatului Unit                                                | Elisabeta a II-a                           | 6 februarie 1952   |
| Montserrat                                                                                 | Regatul Unit (Teritoriu de peste mări)                                                                              | Guvernator                                                             | Peter Waterworth                           | 27 iulie 2007      |
| Montserrat                                                                                 | Regatul Unit (Teritoriu de peste mări)                                                                              | Premier                                                                | Reuben Meade                               | 10 septembrie 2009 |
| Pitcairn, Insulele                                                                         | Regatul Unit (Teritoriu de peste mări)                                                                              | Regină a Regatului Unit                                                | Elisabeta a II-a                           | 6 februarie 1952   |
| Pitcairn, Insulele                                                                         | Regatul Unit (Teritoriu de peste mări)                                                                              | Guvernatori (succesivi)                                                | Victoria Treadell                          | 3 iunie 2010       |
| Pitcairn, Insulele                                                                         | Regatul Unit (Teritoriu de peste mări)                                                                              | Guvernatori (succesivi)                                                | Mike Cherrett (interimar)                  | 10 mai 2010        |
| Pitcairn, Insulele                                                                         | Regatul Unit (Teritoriu de peste mări)                                                                              | Guvernatori (succesivi)                                                | George Duncan Fergusson                    | 2 mai 2006         |
| Pitcairn, Insulele                                                                         | Regatul Unit (Teritoriu de peste mări)                                                                              | Primar                                                                 | Mike Warren                                | 9 decembrie 2007   |
| Rockall                                                                                    | Scoția [Stâncă nelocuită și izolată atașată Consiliului Unitar Hebridele Exterioare (na h-Eileanan Siar)]           | Secretar de Stat pentru Scoția                                         | Danny Alexander                            | 3 octombrie 2008   |
| Rockall                                                                                    | Scoția [Stâncă nelocuită și izolată atașată Consiliului Unitar Hebridele Exterioare (na h-Eileanan Siar)]           | Prim ministru al Scoției                                               | Alex Salmond                               | 17 mai 2007        |
| Rockall                                                                                    | Scoția [Stâncă nelocuită și izolată atașată Consiliului Unitar Hebridele Exterioare (na h-Eileanan Siar)]           | Președinte al Consiliului Hebridelor Exterioare                        | Alex A MacDonald                           | 2002 ?             |
| Rockall                                                                                    | Scoția [Stâncă nelocuită și izolată atașată Consiliului Unitar Hebridele Exterioare (na h-Eileanan Siar)]           | Lider al Consiliului Hebridelor Exterioare                             | Angus Campbell                             | mai 2007           |
| Rockall                                                                                    | Scoția [Stâncă nelocuită și izolată atașată Consiliului Unitar Hebridele Exterioare (na h-Eileanan Siar)]           | Director executiv al Consiliului Hebridelor Exterioare                 | Malcolm Burr                               | octombrie 2005     |
| Sark                                                                                       | Guernsey (Dependență a bailiwick-ului Guernsey)                                                                     | Locotenent guvernator al bailiwick-ului Guernsey                       | sir Fabian Malbon                          | 18 octombrie 2005  |
| Sark                                                                                       | Guernsey (Dependență a bailiwick-ului Guernsey)                                                                     | Bailiff de Guernsey                                                    | sir Geoffrey Rowland                       | 16 iunie 2005      |
| Sark                                                                                       | Guernsey (Dependență a bailiwick-ului Guernsey)                                                                     | Miniștru Șef al bailiwick-ului Guernsey                                | Lyndon Trott                               | 1 mai 2008         |
| Sark                                                                                       | Guernsey (Dependență a bailiwick-ului Guernsey)                                                                     | Senior                                                                 | Michael Beaumont                           | 14 iulie 1974      |
| Sfânta Elena, Ascension și Tristan da Cunha (Saint Helena, Ascension and Tristan da Cunha) | Regatul Unit (Teritoriu de peste mări)                                                                              | Regină a Regatului Unit                                                | Elisabeta a II-a                           | 6 februarie 1952   |
| Sfânta Elena, Ascension și Tristan da Cunha (Saint Helena, Ascension and Tristan da Cunha) | Regatul Unit (Teritoriu de peste mări)                                                                              | Guvernator                                                             | Andrew Gurr                                | 11 noiembrie 2007  |
| Teritoriul Arctic Britanic (BAT)                                                           | Regatul Unit (Teritoriu de peste mări)                                                                              | Regină a Regatului Unit                                                | Elisabeta a II-a                           | 6 februarie 1952   |
| Teritoriul Arctic Britanic (BAT)                                                           | Regatul Unit (Teritoriu de peste mări)                                                                              | Commisar                                                               | Colin Roberts                              | 23 iunie 2008      |
| Teritoriul Arctic Britanic (BAT)                                                           | Regatul Unit (Teritoriu de peste mări)                                                                              | Administrator                                                          | Robert Bowman                              | 22 mai 2008        |
| Teritoriul Britanic din Oceanul Indian (BIOT)                                              | Regatul Unit (Teritoriu de peste mări)                                                                              | Regină a Regatului Unit                                                | Elisabeta a II-a                           | 6 februarie 1952   |
| Teritoriul Britanic din Oceanul Indian (BIOT)                                              | Regatul Unit (Teritoriu de peste mări)                                                                              | Commisar                                                               | Colin Roberts                              | 23 iunie 2008      |
| Teritoriul Britanic din Oceanul Indian (BIOT)                                              | Regatul Unit (Teritoriu de peste mări)                                                                              | Administrator                                                          | Joanne Mary Yeadon                         | 3 decembrie 2007   |
| Teritoriul Britanic din Oceanul Indian (BIOT)                                              | Regatul Unit (Teritoriu de peste mări)                                                                              | Reprezentanți ai comisarului (succesivi)                               | Christopher Moorey                         | 3 martie 2010      |
| Teritoriul Britanic din Oceanul Indian (BIOT)                                              | Regatul Unit (Teritoriu de peste mări)                                                                              | Reprezentanți ai comisarului (succesivi)                               | Richard P. Stevens                         | mai 2009           |
| Tristan da Cunha                                                                           | Sfânta Elena, Ascension și Tristan da Cunha (Componentă a teritoriului Sfânta Elena, Ascensión și Tristan da Cunha) | Guvernator al teritoriului Sfânta Elena, Ascensión și Tristan da Cunha | Andrew Gurr                                | 11 noiembrie 2007  |
| Tristan da Cunha                                                                           | Sfânta Elena, Ascension și Tristan da Cunha (Componentă a teritoriului Sfânta Elena, Ascensión și Tristan da Cunha) | Administratori (succesivi)                                             | Sean Burns                                 | 15 septembrie 2010 |
| Tristan da Cunha                                                                           | Sfânta Elena, Ascension și Tristan da Cunha (Componentă a teritoriului Sfânta Elena, Ascensión și Tristan da Cunha) | Administratori (succesivi)                                             | David Morley                               | 13 septembrie 2007 |
| Turks și Caicos, Insulele                                                                  | Regatul Unit (Teritoriu de peste mări)                                                                              | Regină a Regatului Unit                                                | Elisabeta a II-a                           | 6 februarie 1952   |
| Turks și Caicos, Insulele                                                                  | Regatul Unit (Teritoriu de peste mări)                                                                              | Guvernator                                                             | Gordon Geoffrey Wetherell                  | 9 august 2008      |
| Turks și Caicos, Insulele                                                                  | Regatul Unit (Teritoriu de peste mări)                                                                              | Premier                                                                | Consiliu consultativ (interimar)           | 14 august 2009     |
| Virgine Britanice, Insulele (BVI)                                                          | Regatul Unit (Teritoriu de peste mări)                                                                              | Regină a Regatului Unit                                                | Elisabeta a II-a                           | 6 februarie 1952   |
| Virgine Britanice, Insulele (BVI)                                                          | Regatul Unit (Teritoriu de peste mări)                                                                              | Guvernatori (succesivi)                                                | William Boyd McCleary                      | 20 august 2010     |
| Virgine Britanice, Insulele (BVI)                                                          | Regatul Unit (Teritoriu de peste mări)                                                                              | Guvernatori (succesivi)                                                | Vivian Inez Archibal (interimară)          | 5 august 2010      |
| Virgine Britanice, Insulele (BVI)                                                          | Regatul Unit (Teritoriu de peste mări)                                                                              | Guvernatori (succesivi)                                                | David Pearey                               | 18 aprilie 2006    |
| Virgine Britanice, Insulele (BVI)                                                          | Regatul Unit (Teritoriu de peste mări)                                                                              | Premier                                                                | Orlando Smith                              | 9 noiembrie 2011   |

## Departamente și colectivități de peste mări și teritorii cu statut special franceze
| Teritoriu                                                                                       | Suveranitate și statut                                        | Funcția                                                                           | Numele                                       | Începând cu       |
| ----------------------------------------------------------------------------------------------- | ------------------------------------------------------------- | --------------------------------------------------------------------------------- | -------------------------------------------- | ----------------- |
| Clipperton, Insula                                                                              | Franța (Domeniu public maritim al statului nelocuit)          | Președinte al Republicii Franceze                                                 | Nicolas Sarkozy                              | 16 mai 2007       |
| Clipperton, Insula                                                                              | Franța (Domeniu public maritim al statului nelocuit)          | Administrator                                                                     | Marie-Luce Penchard                          | 6 noiembrie 2009  |
| Clipperton, Insula                                                                              | Franța (Domeniu public maritim al statului nelocuit)          | Administrator delegat ,                                                           | Adolphe Colrat                               | 7 iulie 2008      |
| Domeniile franceze din Israel (Domeniul Național Francez din Țara Sfântă)                       | Franța · (Posesiuni ale statului)                             | Președinte al Republicii Franceze                                                 | Nicolas Sarkozy                              | 16 mai 2007       |
| Domeniile franceze din Israel (Domeniul Național Francez din Țara Sfântă)                       | Franța · (Posesiuni ale statului)                             | Miniștri ai Afacerilor Externe și Europene ai Republicii Franceze (succesivi)     | Michèle Alliot-Marie                         | 14 noiembrie 2010 |
| Domeniile franceze din Israel (Domeniul Național Francez din Țara Sfântă)                       | Franța · (Posesiuni ale statului)                             | Miniștri ai Afacerilor Externe și Europene ai Republicii Franceze (succesivi)     | Bernard Kouchner                             | 16 mai 2007       |
| Domeniile franceze din Israel (Domeniul Național Francez din Țara Sfântă)                       | Franța · (Posesiuni ale statului)                             | Administrator                                                                     | Frédéric Desagneaux                          | 29 aprilie 2009   |
| Domeniile franceze din insula Sfânta Elena                                                      | Franța (Posesiuni ale statului)                               | Președinte al Republicii Franceze                                                 | Nicolas Sarkozy                              | 16 mai 2007       |
| Domeniile franceze din insula Sfânta Elena                                                      | Franța (Posesiuni ale statului)                               | Miniștri ai Afacerilor Externe și Europene ai Republicii Franceze (succesivi)     | Michèle Alliot-Marie                         | 14 noiembrie 2010 |
| Domeniile franceze din insula Sfânta Elena                                                      | Franța (Posesiuni ale statului)                               | Miniștri ai Afacerilor Externe și Europene ai Republicii Franceze (succesivi)     | Bernard Kouchner                             | 16 mai 2007       |
| Domeniile franceze din insula Sfânta Elena                                                      | Franța (Posesiuni ale statului)                               | Consul onorar al Franței la Jamestown (Sfânta Elena)                              | Michel Dancoisne-Martineau                   | 1 decembrie 1987  |
| Domeniile franceze din insula Sfânta Elena                                                      | Franța (Posesiuni ale statului)                               | Conservator                                                                       | Michel Dancoisne-Martineau                   | 5 august 1991     |
| Domeniile franceze la Vatican (Fundația Așezămintelor Pioase ale Franței la Roma și la Lorette) | Franța (Posesiuni ale statului)                               | Președinte al Republicii Franceze                                                 | Nicolas Sarkozy                              | 16 mai 2007       |
| Domeniile franceze la Vatican (Fundația Așezămintelor Pioase ale Franței la Roma și la Lorette) | Franța (Posesiuni ale statului)                               | Miniștri ai Afacerilor Externe și Europene ai Republicii Franceze (succesivi)     | Michèle Alliot-Marie                         | 14 noiembrie 2010 |
| Domeniile franceze la Vatican (Fundația Așezămintelor Pioase ale Franței la Roma și la Lorette) | Franța (Posesiuni ale statului)                               | Miniștri ai Afacerilor Externe și Europene ai Republicii Franceze (succesivi)     | Bernard Kouchner                             | 16 mai 2007       |
| Domeniile franceze la Vatican (Fundația Așezămintelor Pioase ale Franței la Roma și la Lorette) | Franța (Posesiuni ale statului)                               | Președinte al Congrgației Generale                                                | Stanislas François Jean Lefebvre de Laboulay | 19 ianuarie 2009  |
| Domeniile franceze la Vatican (Fundația Așezămintelor Pioase ale Franței la Roma și la Lorette) | Franța (Posesiuni ale statului)                               | Administrator al Fundației Așezămintelor Pioase ale Franței la Roma și la Lorette | venerabilul părinte Bernard Ardura           | 15 aprilie 2005   |
| Guadelupa                                                                                       | Franța (Departament de peste mări)                            | Președinte al Republicii Franceze                                                 | Nicolas Sarkozy                              | 16 mai 2007       |
| Guadelupa                                                                                       | Franța (Departament de peste mări)                            | Prefect                                                                           | Jean-Luc Michel Fabre                        | 23 noiembrie 2009 |
| Guadelupa                                                                                       | Franța (Departament de peste mări)                            | Președinte al Consiliului Regional                                                | Victorin Lurel                               | 2004              |
| Guadelupa                                                                                       | Franța (Departament de peste mări)                            | Președinte al Consililui General                                                  | Jacques Gillot                               | 23 martie 2001    |
| Guyana Franceză                                                                                 | Franța (Departament de peste mări)                            | Președinte al Republicii Franceze                                                 | Nicolas Sarkozy                              | 16 mai 2007       |
| Guyana Franceză                                                                                 | Franța (Departament de peste mări)                            | Prefect                                                                           | Daniel Ferey                                 | 19 februarie 2009 |
| Guyana Franceză                                                                                 | Franța (Departament de peste mări)                            | Președinți ai Consiliului Regional (succesivi)                                    | Rodolphe Alexandre                           | 26 martie 2010    |
| Guyana Franceză                                                                                 | Franța (Departament de peste mări)                            | Președinți ai Consiliului Regional (succesivi)                                    | Antoine Karam                                | 29 martie 1992    |
| Guyana Franceză                                                                                 | Franța (Departament de peste mări)                            | Președinte al Consiliului General                                                 | Alain Tien-Liong                             | 20 martie 2008    |
| Casa Hauteville (Hauteville House)                                                              | Paris (Proprietate a primăriei Parisului în Insula Guernesey) | Președinte al Republicii Franceze                                                 | Nicolas Sarkozy                              | 16 mai 2007       |
| Casa Hauteville (Hauteville House)                                                              | Paris (Proprietate a primăriei Parisului în Insula Guernesey) | Miniștri ai Afacerilor Externe și Europene ai Republicii Franceze (succesivi)     | Michèle Alliot-Marie                         | 14 noiembrie 2010 |
| Casa Hauteville (Hauteville House)                                                              | Paris (Proprietate a primăriei Parisului în Insula Guernesey) | Miniștri ai Afacerilor Externe și Europene ai Republicii Franceze (succesivi)     | Bernard Kouchner                             | 16 mai 2007       |
| Casa Hauteville (Hauteville House)                                                              | Paris (Proprietate a primăriei Parisului în Insula Guernesey) | Primar al Parisului                                                               | Bertrand Delanoë                             | 25 martie 2001    |
| Casa Hauteville (Hauteville House)                                                              | Paris (Proprietate a primăriei Parisului în Insula Guernesey) | Consul onorar al Franței la Saint Peter Port (Guernsey)                           | Odile Blanchette                             | ianuarie 2003     |
| Casa Hauteville (Hauteville House)                                                              | Paris (Proprietate a primăriei Parisului în Insula Guernesey) | Conservatoare                                                                     | Odile Blanchette                             | ianuarie 2003     |
| Martinica                                                                                       | Franța (Departament de peste mări)                            | Președinte al Republicii Franceze                                                 | Nicolas Sarkozy                              | 16 mai 2007       |
| Martinica                                                                                       | Franța (Departament de peste mări)                            | Prefect                                                                           | Ange Mancini                                 | 2 august 2007     |
| Martinica                                                                                       | Franța (Departament de peste mări)                            | Președinți ai Consiliului Regional (succesivi)                                    | Serge Letchimy                               | 20 martie 1998    |
| Martinica                                                                                       | Franța (Departament de peste mări)                            | Președinți ai Consiliului Regional (succesivi)                                    | Alfred Marie-Jeanne                          | 26 martie 2010    |
| Martinica                                                                                       | Franța (Departament de peste mări)                            | Președinte al Consiliului General                                                 | Claude Lise                                  | aprilie 1992      |
| Mayotte                                                                                         | Franța · (Departament de peste mări)                          | Președinte al Republicii Franceze                                                 | Nicolas Sarkozy                              | 16 mai 2007       |
| Mayotte                                                                                         | Franța · (Departament de peste mări)                          | Prefect                                                                           | Hubert Derache                               | 17 august 2009    |
| Mayotte                                                                                         | Franța · (Departament de peste mări)                          | Președinte al Consiliului General                                                 | Ahmed Attoumani Douchina                     | 20 martie 2008    |
| Noua Caledonie                                                                                  | Franța (Colectivitate de peste mări sui generis)              | Președinte al Republicii Franceze                                                 | Nicolas Sarkozy                              | 16 mai 2007       |
| Noua Caledonie                                                                                  | Franța (Colectivitate de peste mări sui generis)              | Înalți Comisari ai Republicii (succesivi)                                         | Albert Dupuy                                 | 6 octombrie 2010  |
| Noua Caledonie                                                                                  | Franța (Colectivitate de peste mări sui generis)              | Înalți Comisari ai Republicii (succesivi)                                         | Thierry Suquet (interinar)                   | 21 octombrie 2010 |
| Noua Caledonie                                                                                  | Franța (Colectivitate de peste mări sui generis)              | Înalți Comisari ai Republicii (succesivi)                                         | Yves Dassonville                             | 25 octombrie 2007 |
| Noua Caledonie                                                                                  | Franța (Colectivitate de peste mări sui generis)              | Președinte al Guvernului                                                          | Philippe Gomès                               | 5 iunie 2009      |
| Polinezia Franceză                                                                              | Franța (colectivitate de peste mări)                          | Președinte al Republicii Franceze                                                 | Nicolas Sarkozy                              | 16 mai 2007       |
| Polinezia Franceză                                                                              | Franța (colectivitate de peste mări)                          | Înalt Comisar al Republicii                                                       | Adolphe Colrat                               | 7 iulie 2008      |
| Polinezia Franceză                                                                              | Franța (colectivitate de peste mări)                          | Președinte                                                                        | Gaston Tong Sang                             | 24 noiembrie 2009 |
| Réunion                                                                                         | Franța (Departament de peste mări)                            | Președinte al Republicii Franceze                                                 | Nicolas Sarkozy                              | 16 mai 2007       |
| Réunion                                                                                         | Franța (Departament de peste mări)                            | Prefecți (succesivi)                                                              | Michel Lalande                               | 15 februarie 2010 |
| Réunion                                                                                         | Franța (Departament de peste mări)                            | Prefecți (succesivi)                                                              | Pierre-Henry Maccioni                        | 28 august 2006    |
| Réunion                                                                                         | Franța (Departament de peste mări)                            | Președinți ai Consiliului Regional (succesivi)                                    | Didier Robert                                | 26 martie 2010    |
| Réunion                                                                                         | Franța (Departament de peste mări)                            | Președinți ai Consiliului Regional (succesivi)                                    | Paul Vergès                                  | 23 martie 1998    |
| Réunion                                                                                         | Franța (Departament de peste mări)                            | Președintă a Consiliului General                                                  | Nassimah Dindar                              | 1 aprilie 2004    |
| Sfântul Bartolomeu (Saint Barthélemy)                                                           | Franța (Colectivitate de peste mări)                          | Președinte al Republicii Franceze                                                 | Nicolas Sarkozy                              | 16 mai 2007       |
| Sfântul Bartolomeu (Saint Barthélemy)                                                           | Franța (Colectivitate de peste mări)                          | Prefect                                                                           | ean-Luc Michel Fabre                         | 23 noiembrie 2009 |
| Sfântul Bartolomeu (Saint Barthélemy)                                                           | Franța (Colectivitate de peste mări)                          | Prefect delegat                                                                   | Jacques Simonnet                             | 24 august 2009    |
| Sfântul Bartolomeu (Saint Barthélemy)                                                           | Franța (Colectivitate de peste mări)                          | Președinte al Consililui Teritorial                                               | Bruno Magras                                 | 15 iulie 2007     |
| Sfântul Martin [Saint Martin (France)]                                                          | Franța (Colectivitate de peste mări)                          | Președinte al Republicii Franceze                                                 | Nicolas Sarkozy                              | 16 mai 2007       |
| Sfântul Martin [Saint Martin (France)]                                                          | Franța (Colectivitate de peste mări)                          | Prefect                                                                           | ean-Luc Michel Fabre                         | 23 noiembrie 2009 |
| Sfântul Martin [Saint Martin (France)]                                                          | Franța (Colectivitate de peste mări)                          | Prefect delegat                                                                   | Jacques Simonnet                             | 24 august 2009    |
| Sfântul Martin [Saint Martin (France)]                                                          | Franța (Colectivitate de peste mări)                          | Președinte al Consiliului Teritorial                                              | Frantz Gumbs                                 | 5 mai 2009        |
| Sfântul Petru și Miquelon (Saint Pierre et Miquelon)                                            | Franța (Colectivitate de peste mări)                          | Președinte al Republicii Franceze                                                 | Nicolas Sarkozy                              | 16 mai 2007       |
| Sfântul Petru și Miquelon (Saint Pierre et Miquelon)                                            | Franța (Colectivitate de peste mări)                          | Prefect                                                                           | Jean-Régis Borius                            | 30 noiembrie 2009 |
| Sfântul Petru și Miquelon (Saint Pierre et Miquelon)                                            | Franța (Colectivitate de peste mări)                          | Președinte al Consiluilui Teritorial                                              | Stéphane Artano                              | 21 februarie 2007 |
| Teritoriile australe și antarctice franceze (TAAF)                                              | Franța (Teritoriu de peste mări)                              | Președinte al Republicii Franceze                                                 | Nicolas Sarkozy                              | 16 mai 2007       |
| Teritoriile australe și antarctice franceze (TAAF)                                              | Franța (Teritoriu de peste mări)                              | Prefecți administratori superiori (succesivi)                                     | Christian Gaudin                             | 6 octombrie 2010  |
| Teritoriile australe și antarctice franceze (TAAF)                                              | Franța (Teritoriu de peste mări)                              | Prefecți administratori superiori (succesivi)                                     | Rollon Mouchel-Blaisot                       | 16 octombrie 2008 |
| Wallis și Futuna (vezi și : §13)                                                                | Franța · (Colectivitate de peste mări)                        | Președinte al Republicii Franceze                                                 | Nicolas Sarkozy                              | 16 mai 2007       |
| Wallis și Futuna (vezi și : §13)                                                                | Franța · (Colectivitate de peste mări)                        | Administratori superiori (succesivi)                                              | Michel Jeanjean                              | 12 iulie 2010     |
| Wallis și Futuna (vezi și : §13)                                                                | Franța · (Colectivitate de peste mări)                        | Administratori superiori (succesivi)                                              | Thierry Bonnet (interimar)                   | 28 iunie 2010     |
| Wallis și Futuna (vezi și : §13)                                                                | Franța · (Colectivitate de peste mări)                        | Administratori superiori (succesivi)                                              | Philippe Paolantoni                          | 8 septembrie 2008 |
| Wallis și Futuna (vezi și : §13)                                                                | Franța · (Colectivitate de peste mări)                        | Președinți ai Adunării Teritoriale (succesivi)                                    | Siliako Lauhea                               | decembrie 2010    |
| Wallis și Futuna (vezi și : §13)                                                                | Franța · (Colectivitate de peste mări)                        | Președinți ai Adunării Teritoriale (succesivi)                                    | Victor Brial                                 | 11 decembrie 2007 |

## Dependințe și teritorii speciale ale Norvegiei
| Teritoriu         | Suveranitate și statut                          | Funcția                                                 | Numele             | Începând cu         |
| ----------------- | ----------------------------------------------- | ------------------------------------------------------- | ------------------ | ------------------- |
| Bouvet, Insula    | Norvegia · (Dependență nelocuită)               | Rege al Norvegiei                                       | Harald al V-lea ,  | 17 ianuarie 1991    |
| Bouvet, Insula    | Norvegia · (Dependență nelocuită)               | Directoare generală a Departamentului Afacerilor Polare | Kjerstin Askholt   | 2006                |
| Bouvet, Insula    | Norvegia · (Dependență nelocuită)               | Director al Institutului Polar Norvegian                | Jan-Gunnar Winther | 2005                |
| Jan Mayen, Insula | Norvegia · (Componentă a Regatului Norvegiei)   | Rege al Norvegiei                                       | Harald al V-lea ,  | 17 ianuarie 1991    |
| Jan Mayen, Insula | Norvegia · (Componentă a Regatului Norvegiei)   | Administratoare                                         | Hill-Marta Solberg | 21 septembrie 20075 |
| Petru I, Insula   | Norvegia · (Dependență nelocuită)               | Rege al Norvegiei                                       | Harald al V-lea ,  | 17 ianuarie 1991    |
| Petru I, Insula   | Norvegia · (Dependență nelocuită)               | Directoare generală a Departamentului Afacerilor Polare | Kjerstin Askholt   | 2006                |
| Petru I, Insula   | Norvegia · (Dependență nelocuită)               | Director al Institutului Polar Norvegian                | Jan-Gunnar Winther | 2005                |
| Svalbard          | Norvegia · (Teritoriu cu suveranitate specială) | Rege al Norvegiei                                       | Harald al V-lea ,  | 17 ianuarie 1991    |
| Svalbard          | Norvegia · (Teritoriu cu suveranitate specială) | Guvernator (Sysselmann)                                 | Odd Olsen Ingerø   | 16 septembrie 2009  |
| Țara Reginei Maud | Norvegia · (Dependență nelocuită)               | Rege al Norvegiei                                       | Harald al V-lea ,  | 17 ianuarie 1991    |
| Țara Reginei Maud | Norvegia · (Dependență nelocuită)               | Directoare generală a Departamentului Afacerilor Polare | Kjerstin Askholt   | 2006                |
| Țara Reginei Maud | Norvegia · (Dependență nelocuită)               | Director al Institutului Polar Norvegian                | Jan-Gunnar Winther | 2005                |

## Dependințe și teritorii speciale ale Noii-Zeelande
| Teritoriu        | Suveranitate și statut                                 | Funcția                                        | Numele                      | Începând cu       |
| ---------------- | ------------------------------------------------------ | ---------------------------------------------- | --------------------------- | ----------------- |
| Cook, Insulele   | Noua Zeelandă · (Stat independent în liberă asociere)  | Regină a Noii Zeelende                         | Elisabeta a II-a            | 6 februarie 1952  |
| Cook, Insulele   | Noua Zeelandă · (Stat independent în liberă asociere)  | Reprezentant al reginei                        | sir Frederick Goodwin       | 9 februarie 2001  |
| Cook, Insulele   | Noua Zeelandă · (Stat independent în liberă asociere)  | Înalți Comisari ai Noii Zeelande (succesivi)   | Linda Te Puni               | martie 2010       |
| Cook, Insulele   | Noua Zeelandă · (Stat independent în liberă asociere)  | Înalți Comisari ai Noii Zeelande (succesivi)   | Nicola Ngawati (interimară) | 15 noiembrie 2009 |
| Cook, Insulele   | Noua Zeelandă · (Stat independent în liberă asociere)  | Prim-miniștri (succesivi)                      | Henry Puna                  | 30 noiembrie 2010 |
| Cook, Insulele   | Noua Zeelandă · (Stat independent în liberă asociere)  | Prim-miniștri (succesivi)                      | Jim Marurai                 | 14 decembrie 2004 |
| Niue, Insule     | Noua Zeelandă · (Teritoriu autonom în liberă asociere) | Regină a Noii Zeelende                         | Elisabeta a II-a            | 6 februarie 1952  |
| Niue, Insule     | Noua Zeelandă · (Teritoriu autonom în liberă asociere) | Guvernator general                             | sir Anand Satyanand         | 23 august 2006    |
| Niue, Insule     | Noua Zeelandă · (Teritoriu autonom în liberă asociere) | Înalți Comisari al Noii Zeelande (succesivi)   | Marc Blumsky                | octombrie 2010    |
| Niue, Insule     | Noua Zeelandă · (Teritoriu autonom în liberă asociere) | Înalți Comisari al Noii Zeelande (succesivi)   | Tauaasa Taafaki (interimar) | septembrie 2010   |
| Niue, Insule     | Noua Zeelandă · (Teritoriu autonom în liberă asociere) | Înalți Comisari al Noii Zeelande (succesivi)   | John Bryan (interimar)      | 2010              |
| Niue, Insule     | Noua Zeelandă · (Teritoriu autonom în liberă asociere) | Înalți Comisari al Noii Zeelande (succesivi)   | Brian Smythe                | 15 ianuarie 2008  |
| Niue, Insule     | Noua Zeelandă · (Teritoriu autonom în liberă asociere) | Premier                                        | Toke Tufukia Talagi         | 19 iunie 2008     |
| Ross, Dependența | Noua Zeelandă · (Dependență nelocuită)                 | Regină a Noii Zeelende                         | Elisabeta a II-a            | 6 februarie 1952  |
| Ross, Dependența | Noua Zeelandă · (Dependență nelocuită)                 | Guvernator general al Noii Zeelende            | sir Anand Satyanand         | 23 august 2006    |
| Ross, Dependența | Noua Zeelandă · (Dependență nelocuită)                 | Director general al Antarcticii Noii Zeelende  | Lou Sanson                  | august 2002       |
| Tokelau          | Noua Zeelandă · (Teritoriu autonom în liberă asociere) | Regină a Noii Zeelende                         | Elisabeta a II-a            | 6 februarie 1952  |
| Tokelau          | Noua Zeelandă · (Teritoriu autonom în liberă asociere) | Guvernator general al Noii Zeelende            | sir Anand Satyanand         | 23 august 2006    |
| Tokelau          | Noua Zeelandă · (Teritoriu autonom în liberă asociere) | Administrator                                  | John Allen (interimar)      | 2009              |
| Tokelau          | Noua Zeelandă · (Teritoriu autonom în liberă asociere) | Șefi ai Guvernului (Ulu o Tokelau) (succesivi) | Kuresa Nasau                | 23 martie 2010    |
| Tokelau          | Noua Zeelandă · (Teritoriu autonom în liberă asociere) | Șefi ai Guvernului (Ulu o Tokelau) (succesivi) | Foua Toloa                  | 21 februarie 2009 |

## Teritorii speciale ale Statelor Unite ale Americii
| Teritoriu                                               | Suveranitate și statut                                                               | Funcția                                                                                    | Numele                     | Începând cu        |
| ------------------------------------------------------- | ------------------------------------------------------------------------------------ | ------------------------------------------------------------------------------------------ | -------------------------- | ------------------ |
| Baker, Insula                                           | Statele Unite ale Americii · (Teritoriu neîncorporat, neorganizat, nelocuit)         | Președinte al Statelor Unite ale Americii                                                  | Barack Obama               | 20 ianuarie 2009   |
| Baker, Insula                                           | Statele Unite ale Americii · (Teritoriu neîncorporat, neorganizat, nelocuit)         | Directori ai Servicului Pescuitului și Faunei al Statelor Unite ale Americii (succesivi)   | Rowan W. Gould (interimar) | 21 februarie 2010  |
| Baker, Insula                                           | Statele Unite ale Americii · (Teritoriu neîncorporat, neorganizat, nelocuit)         | Directori ai Servicului Pescuitului și Faunei al Statelor Unite ale Americii (succesivi)   | Samuel D. Hamilton         | 1 septembrie 2009  |
| Guam                                                    | Statele Unite ale Americii · (Teritoriu neîncorporat, organizat)                     | Președinte al Statelor Uniteale Americii                                                   | Barack Obama               | 20 ianuarie 2009   |
| Guam                                                    | Statele Unite ale Americii · (Teritoriu neîncorporat, organizat)                     | Guvernator                                                                                 | Felix Perez Camacho        | 6 ianuarie 2003    |
| Guantanamo, Stația Navală Golful (Gitmo, GTMO sau NSGB) | Statele Unite ale Americii · (Bază navală închiriată)                                | Președinte al Statelor Unite ale Americii                                                  | Barack Obama               | 20 ianuarie 2009   |
| Guantanamo, Stația Navală Golful (Gitmo, GTMO sau NSGB) | Statele Unite ale Americii · (Bază navală închiriată)                                | Comandanți ai bazei (succesivi)                                                            | Kirk Hibbert               | 23 septembrie 2010 |
| Guantanamo, Stația Navală Golful (Gitmo, GTMO sau NSGB) | Statele Unite ale Americii · (Bază navală închiriată)                                | Comandanți ai bazei (succesivi)                                                            | Steven H. Blaisdell        | 25 septembrie 2008 |
| Howland, Insula                                         | Statele Unite ale Americii · (Teritoriu neîncorporat, neorganizat, nelocuit)         | Președinte al Statelor Unite ale Americii                                                  | Barack Obama               | 20 ianuarie 2009   |
| Howland, Insula                                         | Statele Unite ale Americii · (Teritoriu neîncorporat, neorganizat, nelocuit)         | Directori ai Servicului Pescuitului și Faunei al Statelor Unite ale Americii (succesivi)   | Rowan W. Gould (interimar) | 21 februarie 2010  |
| Howland, Insula                                         | Statele Unite ale Americii · (Teritoriu neîncorporat, neorganizat, nelocuit)         | Directori ai Servicului Pescuitului și Faunei al Statelor Unite ale Americii (succesivi)   | Samuel D. Hamilton         | 1 septembrie 2009  |
| Jarvis, Insula                                          | Statele Unite ale Americii · (Teritoriu neîncorporat, neorganizat, nelocuit)         | Președinte al Statelor Unite ale Americii                                                  | Barack Obama               | 20 ianuarie 2009   |
| Jarvis, Insula                                          | Statele Unite ale Americii · (Teritoriu neîncorporat, neorganizat, nelocuit)         | Directori ai Servicului Pescuitului și Faunei al Statelor Unite ale Americii (succesivi)   | Rowan W. Gould (interimar) | 21 februarie 2010  |
| Jarvis, Insula                                          | Statele Unite ale Americii · (Teritoriu neîncorporat, neorganizat, nelocuit)         | Directori ai Servicului Pescuitului și Faunei al Statelor Unite ale Americii (succesivi)   | Samuel D. Hamilton         | 1 septembrie 2009  |
| Johnston, Atolul                                        | Statele Unite ale Americii · (Teritoriu neîncorporat, neorganizat, nelocuit)         | Președinte al Statelor Unite ale Americii                                                  | Barack Obama               | 20 ianuarie 2009   |
| Johnston, Atolul                                        | Statele Unite ale Americii · (Teritoriu neîncorporat, neorganizat, nelocuit)         | Directori ai Servicului Pescuitului și Faunei al Statelor Unite ale Americii , (succesivi) | Rowan W. Gould (interimar) | 21 februarie 2010  |
| Johnston, Atolul                                        | Statele Unite ale Americii · (Teritoriu neîncorporat, neorganizat, nelocuit)         | Directori ai Servicului Pescuitului și Faunei al Statelor Unite ale Americii , (succesivi) | Samuel D. Hamilton         | 1 septembrie 2009  |
| Kingman Reciful                                         | Statele Unite ale Americii · (Teritoriu neîncorporat, neorganizat, nelocuit)         | Președinte al Statelor Unite ale Americii                                                  | Barack Obama               | 20 ianuarie 2009   |
| Kingman Reciful                                         | Statele Unite ale Americii · (Teritoriu neîncorporat, neorganizat, nelocuit)         | Directori ai Servicului Pescuitului și Faunei al Statelor Unite ale Americii (succesivi)   | Rowan W. Gould (interimar) | 21 februarie 2010  |
| Kingman Reciful                                         | Statele Unite ale Americii · (Teritoriu neîncorporat, neorganizat, nelocuit)         | Directori ai Servicului Pescuitului și Faunei al Statelor Unite ale Americii (succesivi)   | Samuel D. Hamilton         | 1 septembrie 2009  |
| Mariane de Nord, Insulele                               | Statele Unite ale Americii · (Stat liber asociat, teritoriu neîncorporat, organizat) | Președinte al Statelor Unite ale Americii                                                  | Barack Obama               | 20 ianuarie 2009   |
| Mariane de Nord, Insulele                               | Statele Unite ale Americii · (Stat liber asociat, teritoriu neîncorporat, organizat) | Guvernator                                                                                 | Benigno Fitial             | 9 ianuarie 2006    |
| Midway, Atolul                                          | Statele Unite ale Americii · (Teritoriu neîncorporat, neorganizat, nelocuit)         | Președinte al Statelor Unite ale Americii                                                  | Barack Obama               | 20 ianuarie 2009   |
| Midway, Atolul                                          | Statele Unite ale Americii · (Teritoriu neîncorporat, neorganizat, nelocuit)         | Directori ai Servicului Pescuitului și Faunei al Statelor Unite ale Americii (succesivi)   | Rowan W. Gould (interimar) | 21 februarie 2010  |
| Midway, Atolul                                          | Statele Unite ale Americii · (Teritoriu neîncorporat, neorganizat, nelocuit)         | Directori ai Servicului Pescuitului și Faunei al Statelor Unite ale Americii (succesivi)   | Samuel D. Hamilton         | 1 septembrie 2009  |
| Navasa, Insula                                          | Statele Unite ale Americii · (Teritoriu neîncorporat, neorganizat, nelocuit)         | Președinte al Statelor Unite ale Americii                                                  | Barack Obama               | 20 ianuarie 2009   |
| Navasa, Insula                                          | Statele Unite ale Americii · (Teritoriu neîncorporat, neorganizat, nelocuit)         | Directori ai Servicului Pescuitului și Faunei al Statelor Unite ale Americii (succesivi)   | Rowan W. Gould (interimar) | 21 februarie 2010  |
| Navasa, Insula                                          | Statele Unite ale Americii · (Teritoriu neîncorporat, neorganizat, nelocuit)         | Directori ai Servicului Pescuitului și Faunei al Statelor Unite ale Americii (succesivi)   | Samuel D. Hamilton         | 1 septembrie 2009  |
| Palmyra, Atolul                                         | Statele Unite ale Americii · (Teritoriu neîncorporat, neorganizat, nelocuit)         | Președinte al Statelor Unite ale Americii                                                  | Barack Obama               | 20 ianuarie 2009   |
| Palmyra, Atolul                                         | Statele Unite ale Americii · (Teritoriu neîncorporat, neorganizat, nelocuit)         | Directori ai Servicului Pescuitului și Faunei al Statelor Unite ale Americii , (succesivi) | Rowan W. Gould (interimar) | 21 februarie 2010  |
| Palmyra, Atolul                                         | Statele Unite ale Americii · (Teritoriu neîncorporat, neorganizat, nelocuit)         | Directori ai Servicului Pescuitului și Faunei al Statelor Unite ale Americii , (succesivi) | Samuel D. Hamilton         | 1 septembrie 2009  |
| Palmyra, Atolul                                         | Statele Unite ale Americii · (Teritoriu neîncorporat, neorganizat, nelocuit)         | Subsecretar pentru Afacerile Insulare al Statelor Unite ale Americii ,                     | Anthony M. Babuta          | septembrie 2009    |
| Palmyra, Atolul                                         | Statele Unite ale Americii · (Teritoriu neîncorporat, neorganizat, nelocuit)         | Gestionar                                                                                  | ? (interimar)              | martie 2009        |
| Porto Rico                                              | Statele Unite ale Americii · (Stat liber asociat, teritoriu neîncorporat, organizat) | Președinte al Statelor Unite ale Americii                                                  | Barack Obama               | 20 ianuarie 2009   |
| Porto Rico                                              | Statele Unite ale Americii · (Stat liber asociat, teritoriu neîncorporat, organizat) | Guvernator                                                                                 | Luis Fortuño               | 2 ianuarie 2009    |
| Samoa Americană                                         | Statele Unite ale Americii · (Teritoriu neîncorporat, organizat)                     | Președinte al Statelor Unite ale Americii                                                  | Barack Obama               | 20 ianuarie 2009   |
| Samoa Americană                                         | Statele Unite ale Americii · (Teritoriu neîncorporat, organizat)                     | Guvernator                                                                                 | Togiola Tulafono           | 26 martie 2003     |
| Virgine Americane, Insulele                             | Statele Unite ale Americii · (Teritoriu neîncorporat, organizat)                     | Președinte al Statelor Unite ale Americii                                                  | Barack Obama               | 20 ianuarie 2009   |
| Virgine Americane, Insulele                             | Statele Unite ale Americii · (Teritoriu neîncorporat, organizat)                     | Guvernator                                                                                 | John de Jongh              | 1 ianuarie 2007    |
| Wake, Insula sau Atolul Wake                            | Statele Unite ale Americii · (Teritoriu neîncorporat, neorganizat, nelocuit)         | Președinte al Statelor Unite ale Americii                                                  | Barack Obama               | 20 ianuarie 2009   |
| Wake, Insula sau Atolul Wake                            | Statele Unite ale Americii · (Teritoriu neîncorporat, neorganizat, nelocuit)         | Administrator                                                                              | Anthony M. Babuta          | septembrie 2009    |
| Wake, Insula sau Atolul Wake                            | Statele Unite ale Americii · (Teritoriu neîncorporat, neorganizat, nelocuit)         | Guvernator                                                                                 | Charles A. Blanchard       | iunie 2009         |

## Teritorii speciale ale Regatului Țărilor de Jos
| Teritoriu                                 | Suveranitate și statut                                                                                       | Funcția | Numele                     | Începând cu       |
| ----------------------------------------- | --- | --- | -------------------------- | ----------------- |
| Antilele Olandeze                         | Țările de Jos · (Stat constitutiv al Regatului Țărilor de Jos)                                               | Structură politică dizolvată. Componentele Bonaire, Curaçao, Saba, Sfântul Eustache și Sfântul Martin [Sint Maarten (Nederland)] au devenit entități de sine stătătoare |                            | 10 octombrie 2010 |
| Antilele Olandeze                         | Țările de Jos · (Stat constitutiv al Regatului Țărilor de Jos)                                               | Regină a Țărilor de Jos | Beatrix                    | 30 aprilie 1980   |
| Antilele Olandeze                         | Țările de Jos · (Stat constitutiv al Regatului Țărilor de Jos)                                               | Guvernator | Frits Goedgedrag           | 1 iulie 2002      |
| Antilele Olandeze                         | Țările de Jos · (Stat constitutiv al Regatului Țărilor de Jos)                                               | Prim-ministru (președinte al Consiliului Guvernamental) | Emily de Jongh-Elhage      | 26 martie 2006    |
| Aruba                                     | Țările de Jos · (Stat constitutiv al Regatului Țărilor de Jos)                                               | Regină a Țărilor de Jos | Beatrix                    | 30 aprilie 1980   |
| Aruba                                     | Țările de Jos · (Stat constitutiv al Regatului Țărilor de Jos)                                               | Guvernator | Fredis Refunjol            | 1 mai 2004        |
| Aruba                                     | Țările de Jos · (Stat constitutiv al Regatului Țărilor de Jos)                                               | Prim-ministru (ministru președinte) | Mike Eman                  | 30 octombrie 2009 |
| Bonaire                                   | Țările de Jos · [Municipalitate specială (entitate publlică caraibiană) în cadrul statului Țările de Jos] ,  | Regină | Beatrix                    | 30 aprilie 1980   |
| Bonaire                                   | Țările de Jos · [Municipalitate specială (entitate publlică caraibiană) în cadrul statului Țările de Jos] ,  | Prim-miniștri ai Țărilor de Jos (succesivi) | Mark Rutte                 | 14 octombrie 2010 |
| Bonaire                                   | Țările de Jos · [Municipalitate specială (entitate publlică caraibiană) în cadrul statului Țările de Jos] ,  | Prim-miniștri ai Țărilor de Jos (succesivi) | Jan Peter Balkenende       | 22 iulie 2002     |
| Bonaire                                   | Țările de Jos · [Municipalitate specială (entitate publlică caraibiană) în cadrul statului Țările de Jos] ,  | Reprezentanți naționali pentru entitățile publice Bonaire, Saba și Sfântul Eustatie (succesivi)                                                                         | Hans Gerritsen (interimar) | 10 octombrie 2010 |
| Bonaire                                   | Țările de Jos · [Municipalitate specială (entitate publlică caraibiană) în cadrul statului Țările de Jos] ,  | Reprezentanți naționali pentru entitățile publice Bonaire, Saba și Sfântul Eustatie (succesivi)                                                                         | Henk Kamp (comisar)        | 1 ianuarie 2009   |
| Bonaire                                   | Țările de Jos · [Municipalitate specială (entitate publlică caraibiană) în cadrul statului Țările de Jos] ,  | Locotenent guvernator (gezaghebber) | Glenn Thodé                | 24 octombrie 2008 |
| Curaçao                                   | Țările de Jos · (Stat constitutiv al Regatului Țărilor de Jos)                                               | Regină a Țărilor de Jos | Beatrix                    | 30 aprilie 1980   |
| Curaçao                                   | Țările de Jos · (Stat constitutiv al Regatului Țărilor de Jos)                                               | Guvernator | Frits Goedgedrag           | 10 octombrie 2010 |
| Curaçao                                   | Țările de Jos · (Stat constitutiv al Regatului Țărilor de Jos)                                               | Prim-ministru (ministru președinte) | Gerrit Fransisco Schotte   | 10 octombrie 2010 |
| Saba                                      | Țările de Jos · [Municipalitate specială (entitate publlică caraibiană) în cadrul statului Țările de Jos.] , | Regină a Țărilor de Jos | Beatrix                    | 30 aprilie 1980   |
| Saba                                      | Țările de Jos · [Municipalitate specială (entitate publlică caraibiană) în cadrul statului Țările de Jos.] , | Prim-miniștri ai Țărilor de Jos (succesivi) | Mark Rutte                 | 14 octombrie 2010 |
| Saba                                      | Țările de Jos · [Municipalitate specială (entitate publlică caraibiană) în cadrul statului Țările de Jos.] , | Prim-miniștri ai Țărilor de Jos (succesivi) | Jan Peter Balkenende       | 22 iulie 2002     |
| Saba                                      | Țările de Jos · [Municipalitate specială (entitate publlică caraibiană) în cadrul statului Țările de Jos.] , | Reprezentanți naționali pentru entitățile publice Bonaire, Saba și Sfântul Eustatie (succesivi)                                                                         | Hans Gerritsen (interimar) | 10 octombrie 2010 |
| Saba                                      | Țările de Jos · [Municipalitate specială (entitate publlică caraibiană) în cadrul statului Țările de Jos.] , | Reprezentanți naționali pentru entitățile publice Bonaire, Saba și Sfântul Eustatie (succesivi)                                                                         | Henk Kamp (comisar)        | 1 ianuarie 2009   |
| Saba                                      | Țările de Jos · [Municipalitate specială (entitate publlică caraibiană) în cadrul statului Țările de Jos.] , | Locotenent guvernator (gezaghebber) | Jonathan G.A. Johnson      | 2 iulie 2008      |
| Sfântul Eustatie (Sint Eustatius)         | Țările de Jos · [Municipalitate specială (entitate publlică caraibiană) în cadrul statului Țările de Jos] ,  | Regină a Țărilor de Jos | Beatrix                    | 30 aprilie 1980   |
| Sfântul Eustatie (Sint Eustatius)         | Țările de Jos · [Municipalitate specială (entitate publlică caraibiană) în cadrul statului Țările de Jos] ,  | Prim-miniștri ai Țărilor de Jos (succesivi) | Mark Rutte                 | 14 octombrie 2010 |
| Sfântul Eustatie (Sint Eustatius)         | Țările de Jos · [Municipalitate specială (entitate publlică caraibiană) în cadrul statului Țările de Jos] ,  | Prim-miniștri ai Țărilor de Jos (succesivi) | Jan Peter Balkenende       | 22 iulie 2002     |
| Sfântul Eustatie (Sint Eustatius)         | Țările de Jos · [Municipalitate specială (entitate publlică caraibiană) în cadrul statului Țările de Jos] ,  | Reprezentanți naționali pentru entitățile publice Bonaire, Saba și Sfântul Eustatie (succesivi)                                                                         | Hans Gerritsen (interimar) | 10 octombrie 2010 |
| Sfântul Eustatie (Sint Eustatius)         | Țările de Jos · [Municipalitate specială (entitate publlică caraibiană) în cadrul statului Țările de Jos] ,  | Reprezentanți naționali pentru entitățile publice Bonaire, Saba și Sfântul Eustatie (succesivi)                                                                         | Henk Kamp (comisar)        | 1 ianuarie 2009   |
| Sfântul Eustatie (Sint Eustatius)         | Țările de Jos · [Municipalitate specială (entitate publlică caraibiană) în cadrul statului Țările de Jos] ,  | Locotenent-guvernator (gezaghebber) | Gerald Berkel              | 1 aprilie 2010    |
| Sfântul Martin [Sint Maarten (Nederland)] | Țările de Jos · (Stat constitutiv al Regatului Țărilor de Jos)                                               | Regină a Țărilor de Jos | Beatrix                    | 30 aprilie 1980   |
| Sfântul Martin [Sint Maarten (Nederland)] | Țările de Jos · (Stat constitutiv al Regatului Țărilor de Jos)                                               | Guvernator | Eugene Holiday             | 10 octombrie 2010 |
| Sfântul Martin [Sint Maarten (Nederland)] | Țările de Jos · (Stat constitutiv al Regatului Țărilor de Jos)                                               | Prim-ministru (ministru președinte) | Sarah Wescot-Williams      | 10 octombrie 2010 |

## Alte teritorii nesuverane
| Teritoriu                                              | Suveranitate și statut                                                            | Funcția                                                                                             | Numele                                  | Începând cu        |
| ------------------------------------------------------ | --------------------------------------------------------------------------------- | --------------------------------------------------------------------------------------------------- | --------------------------------------- | ------------------ |
| Adjaria (Acaristan)                                    | Georgia · (Republică autonomă)                                                    | Președinte al Georgiei                                                                              | Miheil Saakașvili                       | 20 ianuarie 2008   |
| Adjaria (Acaristan)                                    | Georgia · (Republică autonomă)                                                    | Președinte al Consiliului Suprem                                                                    | Mikheil Makharadze                      | 20 iulie 2004      |
| Adjaria (Acaristan)                                    | Georgia · (Republică autonomă)                                                    | Președinte al Guvernului                                                                            | Levan Varshalomidze                     | 20 iulie 2004      |
| Alo                                                    | Wallis și Futuna (Regat tradițional)                                              | Administratori superiori ai Wallis și Futuna (succesivi)                                            | Michel Jeanjean                         | 12 iulie 2010      |
| Alo                                                    | Wallis și Futuna (Regat tradițional)                                              | Administratori superiori ai Wallis și Futuna (succesivi)                                            | Thierry Bonnet (interimar)              | 28 iunie 2010      |
| Alo                                                    | Wallis și Futuna (Regat tradițional)                                              | Administratori superiori ai Wallis și Futuna (succesivi)                                            | Philippe Paolantoni                     | 8 septembrie 2008  |
| Alo                                                    | Wallis și Futuna (Regat tradițional)                                              | Rege (Tu`i Agaifo)                                                                                  | funcție vacantă                         | 22 ianuarie 2010   |
| Alo                                                    | Wallis și Futuna (Regat tradițional)                                              | Rege (Tu`i Agaifo)                                                                                  | Petelo Vikena                           | 6 noiembrie 2008   |
| Alo                                                    | Wallis și Futuna (Regat tradițional)                                              | Prim-ministru (Tiafo)                                                                               | Atonio Tuiseka                          | 2008 ?             |
| Antarctica                                             | Statele semnatare ale Tratatului Antarcticii (Teritoriu cu statut intrenational)  | Secretar Executiv al Secretariatului Tratatului Antarctic                                           | Manfred Reinke (Germania)               | 1 septembrie 2009  |
| Antarctica Argentiniană                                | Argentina · (Teritoriu revendicat)                                                | Președintă a Națiunii Argentiniene                                                                  | Cristina Fernández de Kirchner          | 10 decembrie 2007  |
| Antarctica Argentiniană                                | Argentina · (Teritoriu revendicat)                                                | Guvernatoare a provinciei argentiniene Tierra del Fuego, Antarctica și Insulele Atlanticului de Sud | Fabiana Rios                            | 10 decembrie 2007  |
| Antarctica Braziliană                                  | Brazilia · (Teritoriu revendicat informal)                                        | Președinte al Republicii Federale Brazilia                                                          | Luiz Inácio Lula da Silva               | 1 ianuarie 2003    |
| Antarctica Braziliană                                  | Brazilia · (Teritoriu revendicat informal)                                        | Coordonator al Comisiei Interministeriale Braziliene pentru Resurse Maritime                        | Julio Soares de Moura Neto              | 1 martie 2007      |
| Antarctica Chiliană                                    | Chile · (Teritoriu revendicat)                                                    | Președinți ai Republicii Chile (succesivi)                                                          | Sebastián Piñera                        | 11 martie 2010     |
| Antarctica Chiliană                                    | Chile · (Teritoriu revendicat)                                                    | Președinți ai Republicii Chile (succesivi)                                                          | Michelle Bachelet                       | 11 martie 2006     |
| Antarctica Chiliană                                    | Chile · (Teritoriu revendicat)                                                    | Guvernatori ai provinciei Antartica Chileană (succesivi)                                            | Nelson Cárcamo Barrera                  | 16 martie 2010     |
| Antarctica Chiliană                                    | Chile · (Teritoriu revendicat)                                                    | Guvernatori ai provinciei Antartica Chileană (succesivi)                                            | Claudio Flores Flores                   | 22 iunie 2007      |
| Athos, Statul Teocratic al Sfîntului Munte             | Grecia · (Republică monastică autonomă)                                           | Șefi ai statului (succesivi)                                                                        | Dimitrios Droutsas                      | 7 septembrie 2010  |
| Athos, Statul Teocratic al Sfîntului Munte             | Grecia · (Republică monastică autonomă)                                           | Șefi ai statului (succesivi)                                                                        | George Papandreou                       | 7 octombrie 2009   |
| Athos, Statul Teocratic al Sfîntului Munte             | Grecia · (Republică monastică autonomă)                                           | Administratori laici (succesivi)                                                                    | Aristos Kasmiroglou                     | 31 mai 2010        |
| Athos, Statul Teocratic al Sfîntului Munte             | Grecia · (Republică monastică autonomă)                                           | Administratori laici (succesivi)                                                                    | Georgios Dimitriou Dalakouras           | 2004               |
| Athos, Statul Teocratic al Sfîntului Munte             | Grecia · (Republică monastică autonomă)                                           | Lider spiritual                                                                                     | Bartolomeu I                            | 22 octombrie 1991  |
| Athos, Statul Teocratic al Sfîntului Munte             | Grecia · (Republică monastică autonomă)                                           | Protoi (succesivi)                                                                                  | geron Pavlos (Mănăstirea Marea Lavră)   | 14 iunie 2010      |
| Athos, Statul Teocratic al Sfîntului Munte             | Grecia · (Republică monastică autonomă)                                           | Protoi (succesivi)                                                                                  | geron Simeon (Mănăstirea Dionisiu)      | 14 iunie 2009      |
| Azore, Insulele                                        | Portugalia · (Regiune autonomă)                                                   | Președinte al Republicii Portugheze                                                                 | Aníbal Cavaco Silva                     | 9 martie 2006      |
| Azore, Insulele                                        | Portugalia · (Regiune autonomă)                                                   | Reprezentant al Republicii Portugheze                                                               | José António Mesquita                   | 30 martie 2006     |
| Azore, Insulele                                        | Portugalia · (Regiune autonomă)                                                   | Președinte al Guvernului                                                                            | Carlos Manuel Martins do Vale César     | 9 noiembrie 1996   |
| Åland, Insulele (sau Insulele Aaland)                  | Finlanda · (Regiune autonomă)                                                     | Președinte al Republicii Finlanda                                                                   | Tarja Halonen                           | 1 martie 2000      |
| Åland, Insulele (sau Insulele Aaland)                  | Finlanda · (Regiune autonomă)                                                     | Guvernator (Landshövding)                                                                           | Peter Lindbäck                          | 5 martie 1999      |
| Åland, Insulele (sau Insulele Aaland)                  | Finlanda · (Regiune autonomă)                                                     | Prim ministru (lantråd)                                                                             | Viveka Emilia Eriksson                  | 26 noiembrie 2007  |
| Badahșanul de Munte (sau Gorno Badahșan, GBAO)         | Tadjikistan · (Regiune autonomă)                                                  | Președinte al Republicii Tadjikistan                                                                | Emomali Rahmon                          | 19 noiembrie 1992  |
| Badahșanul de Munte (sau Gorno Badahșan, GBAO)         | Tadjikistan · (Regiune autonomă)                                                  | Președinte al Hukumat                                                                               | Kadyr Kasymov                           | 25 noiembrie 2006  |
| Bajo Nuevo, Bancul (sau Insula Petrel)                 | Columbia · (Insulǎ nelocuitǎ din cadrul departamentului San Andrés y Providencia) | Președinți ai Republicii Columbia (succesivi)                                                       | Juan Manuel Santos                      | 7 august 2010      |
| Bajo Nuevo, Bancul (sau Insula Petrel)                 | Columbia · (Insulǎ nelocuitǎ din cadrul departamentului San Andrés y Providencia) | Președinți ai Republicii Columbia (succesivi)                                                       | Álvaro Uribe Vélez                      | 7 august 2002      |
| Bajo Nuevo, Bancul (sau Insula Petrel)                 | Columbia · (Insulǎ nelocuitǎ din cadrul departamentului San Andrés y Providencia) | Guvernator al departamentului San Andrés y Providencia                                              | Pedro Claver Gallardo Forbes            | 1 ianuarie 2008    |
| Barbuda                                                | Antigua și Barbuda · (Depedență autonomă)                                         | Regină a Antiguei și Barbudei                                                                       | Elisabeta a II-a                        | 1 noiembrie 1981   |
| Barbuda                                                | Antigua și Barbuda · (Depedență autonomă)                                         | Guvernatoare generală a Antiguei și Barbudei                                                        | dame Louise Lake-Tack                   | 17 iulie 2007      |
| Barbuda                                                | Antigua și Barbuda · (Depedență autonomă)                                         | Președinte al Consiliului Barbudei                                                                  | Kelvin Punter                           | 31 martie 2009     |
| Bougainville, Insulele                                 | Papua Noua Guinee · (Regiune autonomă)                                            | Regină a Papua Noua Guinee                                                                          | Elisabeta a II-a                        | 16 septembrie 1971 |
| Bougainville, Insulele                                 | Papua Noua Guinee · (Regiune autonomă)                                            | Guvernatori generali ai Papua Noua Guinee (succesivi)                                               | Michael Ogio (interimar)                | 20 decembrie 2010  |
| Bougainville, Insulele                                 | Papua Noua Guinee · (Regiune autonomă)                                            | Guvernatori generali ai Papua Noua Guinee (succesivi)                                               | Jeffrey Nape (interimar)                | 13 decembrie 2010  |
| Bougainville, Insulele                                 | Papua Noua Guinee · (Regiune autonomă)                                            | Guvernatori generali ai Papua Noua Guinee (succesivi)                                               | sir Paulias Nguna Matane                | 29 iunie 2004      |
| Bougainville, Insulele                                 | Papua Noua Guinee · (Regiune autonomă)                                            | Președințî (succesivi)                                                                              | John Momis                              | 10 ianuarie 2010   |
| Bougainville, Insulele                                 | Papua Noua Guinee · (Regiune autonomă)                                            | Președințî (succesivi)                                                                              | James Tanis                             | 6 ianuarie 2009    |
| Canare, Insulele                                       | Spania · (Comunitate autonomă a Spaniei)                                          | Rege al Spaniei                                                                                     | Juan Carlos I                           | 22 noiembrie 1975  |
| Canare, Insulele                                       | Spania · (Comunitate autonomă a Spaniei)                                          | Delegată a Guvernului spaniol                                                                       | Carolina Darias San Sebastián           | 17 mai 2008        |
| Canare, Insulele                                       | Spania · (Comunitate autonomă a Spaniei)                                          | Președinte al Guvernului                                                                            | Paulino Rivero                          | 13 iulie 2007      |
| Carriacou și Petite Martinique                         | Grenada · (Dependență de jure autonomă)                                           | Regină a Grenadei                                                                                   | Elisabeta a II-a                        | 7 februarie 1974   |
| Carriacou și Petite Martinique                         | Grenada · (Dependență de jure autonomă)                                           | Guvernator general al Grenadei                                                                      | Carlyle Glean                           | 27 noiembrie 2008  |
| Carriacou și Petite Martinique                         | Grenada · (Dependență de jure autonomă)                                           | Ministru însărcinat cu Carriacou și Petite Martinique                                               | George Prime                            | 9 iulie 2008       |
| Ceuta                                                  | Spania · (Oraș autonom al Spaniei)                                                | Rege al Spaniei                                                                                     | Juan Carlos I                           | 22 noiembrie 1975  |
| Ceuta                                                  | Spania · (Oraș autonom al Spaniei)                                                | Delegat al Guvernului spaniol                                                                       | José Fernández Chacón                   | 1 mai 2008         |
| Ceuta                                                  | Spania · (Oraș autonom al Spaniei)                                                | Primar președinte                                                                                   | Juan Jesús Vivas Lara                   | 7 februarie 2001   |
| Crimeea                                                | Ucraina · (Republică autonomă)                                                    | Președinți ai Republicii Ucraina                                                                    | Viktor Yanukovych                       | 25 februarie 2010  |
| Crimeea                                                | Ucraina · (Republică autonomă)                                                    | Președinți ai Republicii Ucraina                                                                    | Viktor Yushchenko                       | 23 ianuarie 2005   |
| Crimeea                                                | Ucraina · (Republică autonomă)                                                    | Reprezentanți ai președintelui Ucrainei (succesivi)                                                 | Viktor Plakida (interimar)              | 13 octombrie 2010  |
| Crimeea                                                | Ucraina · (Republică autonomă)                                                    | Reprezentanți ai președintelui Ucrainei (succesivi)                                                 | Serhiy Kunitsyn                         | 6 aprilie 2010     |
| Crimeea                                                | Ucraina · (Republică autonomă)                                                    | Reprezentanți ai președintelui Ucrainei (succesivi)                                                 | Leonid Zhunko                           | 30 ianuarie 2008   |
| Crimeea                                                | Ucraina · (Republică autonomă)                                                    | Președinți ai Consiliului Suprem (succesivi)                                                        | Volodymyr Konstantynov                  | 17 martie 2010     |
| Crimeea                                                | Ucraina · (Republică autonomă)                                                    | Președinți ai Consiliului Suprem (succesivi)                                                        | Anatoliy Gritsenko                      | 12 mai 2006        |
| Crimeea                                                | Ucraina · (Republică autonomă)                                                    | Prim-miniștri (succesivi)                                                                           | Vasiliy Dzharty                         | 17 martie 2010     |
| Crimeea                                                | Ucraina · (Republică autonomă)                                                    | Prim-miniștri (succesivi)                                                                           | Viktor Plakida                          | 2 iunie 2006       |
| Feroe, Insulele (sau Insulele Færøerne)                | Danemarca · (Regiune autonomă)                                                    | Regină a Danemarcei                                                                                 | Margareta a II-a                        | 14 ianuarie 1972   |
| Feroe, Insulele (sau Insulele Færøerne)                | Danemarca · (Regiune autonomă)                                                    | Înalt comisar (Rigsombudsmand)                                                                      | Dan M. Knudsen                          | 1 ianuarie 2008    |
| Feroe, Insulele (sau Insulele Færøerne)                | Danemarca · (Regiune autonomă)                                                    | Prim ministru (Løgmað)                                                                              | Kaj Leo Johannesen                      | 26 septembrie 2008 |
| Galapagos, Insulele (sau Arhipelagul Colón)            | Ecuador · (Provincie)                                                             | Președinte al Republicii Ecuador                                                                    | Rafael Correa                           | 15 ianuarie 2007   |
| Galapagos, Insulele (sau Arhipelagul Colón)            | Ecuador · (Provincie)                                                             | Guvernator                                                                                          | Jorge Alfredo Torres Pallo              | 18 septembrie 2008 |
| Galapagos, Insulele (sau Arhipelagul Colón)            | Ecuador · (Provincie)                                                             | Președinți ai Consiliului de Guvernare cu Regim Special (succesivi)                                 | Fabián Zapata                           | 8 aprile 2010.     |
| Galapagos, Insulele (sau Arhipelagul Colón)            | Ecuador · (Provincie)                                                             | Președinți ai Consiliului de Guvernare cu Regim Special (succesivi)                                 | Jorge Alfredo Torres Pallo              | 21 august 2009     |
| Găgăuzia (sau Gagauz-Yeri)                             | Moldova, Republica (District autonom)                                             | Președinte al Republicii Moldova                                                                    | Marian Lupu (interimar)                 | 30 decembrie 2010  |
| Găgăuzia (sau Gagauz-Yeri)                             | Moldova, Republica (District autonom)                                             | Guvernator (bașkan)                                                                                 | Mihail Formuzal                         | 29 decembrie 2006  |
| Gilgit-Baltistan                                       | Pakistan · (Teritoriu autonom neintegrat sub control pakistanez)                  | Președinte al Republicii Pakistan                                                                   | Asif Ali Zardari                        | 9 septembrie 2008  |
| Gilgit-Baltistan                                       | Pakistan · (Teritoriu autonom neintegrat sub control pakistanez)                  | Guvernatori (succesivi)                                                                             | Karam Wazir Baig (interimar)            | 15 septembrie 2010 |
| Gilgit-Baltistan                                       | Pakistan · (Teritoriu autonom neintegrat sub control pakistanez)                  | Guvernatori (succesivi)                                                                             | Shama Khalid                            | 23 martie 2010     |
| Gilgit-Baltistan                                       | Pakistan · (Teritoriu autonom neintegrat sub control pakistanez)                  | Guvernatori (succesivi)                                                                             | Qamar Zaman Kaira (interimar)           | 15 septembrie 2009 |
| Gilgit-Baltistan                                       | Pakistan · (Teritoriu autonom neintegrat sub control pakistanez)                  | Ministru Șef                                                                                        | Syed Mehdi Shah                         | 12 decembrie 2009  |
| Groenlanda                                             | Danemarca · (Regiune autonomă)                                                    | Regină a Danemarcei                                                                                 | Margareta a II-a                        | 14 ianuarie 1972   |
| Groenlanda                                             | Danemarca · (Regiune autonomă)                                                    | Înalt comisar (Rigsombudsmand)                                                                      | Søren Hald Møller                       | 1 aprilie 2005     |
| Groenlanda                                             | Danemarca · (Regiune autonomă)                                                    | Premier (conducător al Guvernului Landsstyreformand)                                                | Kuupik Kleist                           | 12 iunie 2009      |
| Hong Kong (sau Xianggang)                              | China (Regiune administrativă specială)                                           | Președinte al Republicii Populare Chineze                                                           | Hu Jintao                               | 15 martie 2003     |
| Hong Kong (sau Xianggang)                              | China (Regiune administrativă specială)                                           | Șef al executivului                                                                                 | Donald Tsang                            | 24 iunie 2005      |
| Karakalpakstan                                         | Uzbekistan · (Republică autonomă)                                                 | Președinte al Republicii Uzbekistan                                                                 | Islam Karimov                           | 24 martie 1990     |
| Karakalpakstan                                         | Uzbekistan · (Republică autonomă)                                                 | Președinte al Jokargy Kenes                                                                         | Musa Yerniyazov                         | 2 mai 2002         |
| Karakalpakstan                                         | Uzbekistan · (Republică autonomă)                                                 | Președinte al Consiliului de Miniștri                                                               | Bakhodir Yangiboyev                     | 3 martie 2006      |
| Kurdistanul Irackian                                   | Irak · (Regiune autonomă)                                                         | Președinte al Republicii Irak                                                                       | Jalal Talabani                          | 7 aprilie 2005     |
| Kurdistanul Irackian                                   | Irak · (Regiune autonomă)                                                         | Președinte                                                                                          | Massoud Barzani ,                       | 14 iunie 2005      |
| Kurdistanul Irackian                                   | Irak · (Regiune autonomă)                                                         | Prim-ministru                                                                                       | Barham Salih                            | 28 octombrie 2009  |
| Macao (sau Àomén)                                      | China (Regiune administrativă specială)                                           | Președinte al Republicii Populare Chineze                                                           | Hu Jintao                               | 15 martie 2003     |
| Macao (sau Àomén)                                      | China (Regiune administrativă specială)                                           | Șef al executivului                                                                                 | Fernando Chui Sai On                    | 20 decembrie 2009  |
| Madeira, Insulele                                      | Portugalia · (Regiune autonomă)                                                   | Președinte al Republicii Portugheze                                                                 | Aníbal Cavaco Silva                     | 9 martie 2006      |
| Madeira, Insulele                                      | Portugalia · (Regiune autonomă)                                                   | Reprezentant al Republicii Portugheze                                                               | Antero Alves Monteiro Diniz             | 30 martie 2006     |
| Madeira, Insulele                                      | Portugalia · (Regiune autonomă)                                                   | Președinte al Guvernului                                                                            | Alberto João Jardim                     | 17 martie 1978     |
| Melilla                                                | Spania · (Oraș autonom al Spaniei)                                                | Rege al Spaniei                                                                                     | Juan Carlos I                           | 22 noiembrie 1975  |
| Melilla                                                | Spania · (Oraș autonom al Spaniei)                                                | Delegat ai Guvernului spaniol                                                                       | Gregorio Francisco Escobar Marcos       | 1 mai 2008         |
| Melilla                                                | Spania · (Oraș autonom al Spaniei)                                                | Primar președinte                                                                                   | Juan José Imbroda Ortiz                 | 19 iulie 2000      |
| Mindanao musulman                                      | Filipine · (Regiune autonomă)                                                     | Președinți ai Republicii Filipine (succesivi)                                                       | Benigno Aquino III                      | 30 iunie 2010      |
| Mindanao musulman                                      | Filipine · (Regiune autonomă)                                                     | Președinți ai Republicii Filipine (succesivi)                                                       | Gloria Macapagal-Arroyo                 | 20 ianurie 2001    |
| Mindanao musulman                                      | Filipine · (Regiune autonomă)                                                     | Guvernator                                                                                          | Ansaruddin M. Alonto Adiong (interimar) | 5 decembrie 2009   |
| Nahicivan                                              | Azerbaidjan · (Republică autonomă)                                                | Președinte al Republicii Azerbaidjan                                                                | Ilham Aliyev ,                          | 15 octombrie 2003  |
| Nahicivan                                              | Azerbaidjan · (Republică autonomă)                                                | Președinte al Consiliului Suprem                                                                    | Vasif Talıbov                           | 16 decembrie 1995  |
| Nahicivan                                              | Azerbaidjan · (Republică autonomă)                                                | Prim-ministru                                                                                       | Alovsat Bakhshiyev                      | 2000               |
| Nevis, Insula                                          | Sfântul Cristofor și Nevis · (Insulă autonomă)                                    | Regină a Sfântului Cristofor și Nevisului                                                           | Elisabeta a II-a                        | 19 septembrie 1979 |
| Nevis, Insula                                          | Sfântul Cristofor și Nevis · (Insulă autonomă)                                    | Guvernator general ai Sfântului Cristofor și Nevisului                                              | Cuthbert Sebastian                      | 1 ianuarie 1996    |
| Nevis, Insula                                          | Sfântul Cristofor și Nevis · (Insulă autonomă)                                    | Viceguvernator general                                                                              | Eustace John                            | 15 ianuarie 1994   |
| Nevis, Insula                                          | Sfântul Cristofor și Nevis · (Insulă autonomă)                                    | Prim ministru                                                                                       | Joseph Parry                            | 11 iulie 2006      |
| Paștelui, Insula                                       | Chile · (Provincie)                                                               | Președinți ai Republicii Chile (succesivi)                                                          | Sebastián Piñera                        | 11 martie 2010     |
| Paștelui, Insula                                       | Chile · (Provincie)                                                               | Președinți ai Republicii Chile (succesivi)                                                          | Michelle Bachelet                       | 11 martie 2006     |
| Paștelui, Insula                                       | Chile · (Provincie)                                                               | Guvernatori (succesivi)                                                                             | Carmen Cardinali Paoa                   | 6 septembrie 2010  |
| Paștelui, Insula                                       | Chile · (Provincie)                                                               | Guvernatori (succesivi)                                                                             | Jorge Miranda (interimar)               | 9 august 2010      |
| Paștelui, Insula                                       | Chile · (Provincie)                                                               | Guvernatori (succesivi)                                                                             | Pedro Pablo Edmunds Paoa                | 18 martie 2010     |
| Paștelui, Insula                                       | Chile · (Provincie)                                                               | Guvernatori (succesivi)                                                                             | Melania Carolina Hotu Hey               | 11 martie 2006     |
| Paștelui, Insula                                       | Chile · (Provincie)                                                               | Primar                                                                                              | Luz Zasso Paoa                          | 6 decembrie 2008   |
| Principe, Insula                                       | São Tomé și Príncipe · (Provincie cu autoguvernare)                               | Președinte al Republicii Sao Tome și Principe                                                       | Fradique de Menezes                     | 23 iulie 2003      |
| Principe, Insula                                       | São Tomé și Príncipe · (Provincie cu autoguvernare)                               | Președinte al guvernului regional                                                                   | José Cardoso Cassandra                  | 5 octombrie 2006   |
| Prințul Eduard, Insulele                               | Africa de Sud · (Insule izolate și nelocuite atașate orașului Cape Town)          | Președinte al Republicii Africa de Sud                                                              | Jacob Zuma                              | 9 mai 2009         |
| Prințul Eduard, Insulele                               | Africa de Sud · (Insule izolate și nelocuite atașate orașului Cape Town)          | Primar al orașului Cape Town                                                                        | Dan Plato                               | 12 mai 2009        |
| Prințul Eduard, Insulele                               | Africa de Sud · (Insule izolate și nelocuite atașate orașului Cape Town)          | Director al Biroului Antarcticii și Insulelor                                                       | Henry Valentine                         | 2000               |
| Rodrigues, Insula                                      | Mauritius · (Insulă autonomă)                                                     | Președinte al Republicii Mauritius                                                                  | Anerood Jugnauth                        | 7 octombrie 2003   |
| Rodrigues, Insula                                      | Mauritius · (Insulă autonomă)                                                     | Comisar Șef                                                                                         | Johnson Roussety                        | 4 august 2006      |
| Rodrigues, Insula                                      | Mauritius · (Insulă autonomă)                                                     | Director General                                                                                    | Joseph Ah-Leong Chang-Siow              | 24 august 2010     |
| Rosalind, Bancul (sau Bancul Rosalinda sau Rosa Linda) | Columbia · (Atol submers nelocuit)                                                | Președinți ai Republicii Columbia (succesivi)                                                       | Juan Manuel Santos                      | 7 august 2010      |
| Rosalind, Bancul (sau Bancul Rosalinda sau Rosa Linda) | Columbia · (Atol submers nelocuit)                                                | Președinți ai Republicii Columbia (succesivi)                                                       | Álvaro Uribe Vélez                      | 7 august 2002      |
| Rosalind, Bancul (sau Bancul Rosalinda sau Rosa Linda) | Columbia · (Atol submers nelocuit)                                                | Guvernator al departamentului San Andrés y Providencia                                              | Pedro Claver Gallardo Forbes            | 1 ianuarie 2008    |
| Serranilla, Bancul                                     | Columbia · (Insulǎ nelocuitǎ)                                                     | Președinți ai Republicii Columbia (succesivi)                                                       | Juan Manuel Santos                      | 7 august 2010      |
| Serranilla, Bancul                                     | Columbia · (Insulǎ nelocuitǎ)                                                     | Președinți ai Republicii Columbia (succesivi)                                                       | Álvaro Uribe Vélez                      | 7 august 2002      |
| Serranilla, Bancul                                     | Columbia · (Insulǎ nelocuitǎ)                                                     | Guvernator al departamentului San Andrés y Providencia                                              | Pedro Claver Gallardo Forbes            | 1 ianuarie 2008    |
| Sigavé                                                 | Wallis și Futuna (Regat tradițional)                                              | Administratori superiori ai Wallis și Futuna (succesivi)                                            | Michel Jeanjean                         | 12 iulie 2010      |
| Sigavé                                                 | Wallis și Futuna (Regat tradițional)                                              | Administratori superiori ai Wallis și Futuna (succesivi)                                            | Thierry Bonnet (interimar)              | 28 iunie 2010      |
| Sigavé                                                 | Wallis și Futuna (Regat tradițional)                                              | Administratori superiori ai Wallis și Futuna (succesivi)                                            | Philippe Paolantoni                     | 8 septembrie 2008  |
| Sigavé                                                 | Wallis și Futuna (Regat tradițional)                                              | Rege (Sau)                                                                                          | Polikalepo Kolivai                      | 1 iulie 2010       |
| Sigavé                                                 | Wallis și Futuna (Regat tradițional)                                              | Rege (Sau)                                                                                          | funcție vacantă                         | august 2009        |
| Sigavé                                                 | Wallis și Futuna (Regat tradițional)                                              | Prim-ministru (Kaifakaului)                                                                         | Lusiano Soko                            | 2006 ?             |
| Tobago, Insula                                         | Trinidad și Tobago (Regiune autonomă)                                             | Președinte al Republicii Trinidad și Tobago                                                         | George Maxwell Richards                 | 17 martie 2003     |
| Tobago, Insula                                         | Trinidad și Tobago (Regiune autonomă)                                             | Secretar șef al Camerii Adunării                                                                    | Orville London                          | 29 ianuarie 2001   |
| Uvea                                                   | Wallis și Futuna (Regat tradițional)                                              | Administratori superiori ai Wallis și Futuna (succesivi)                                            | Michel Jeanjean                         | 12 iulie 2010      |
| Uvea                                                   | Wallis și Futuna (Regat tradițional)                                              | Administratori superiori ai Wallis și Futuna (succesivi)                                            | Thierry Bonnet (interimar)              | 28 iunie 2010      |
| Uvea                                                   | Wallis și Futuna (Regat tradițional)                                              | Administratori superiori ai Wallis și Futuna (succesivi)                                            | Philippe Paolantoni                     | 8 septembrie 2008  |
| Uvea                                                   | Wallis și Futuna (Regat tradițional)                                              | Rege (Lavelua)                                                                                      | Kapeliele „Gabriel" Faupala             | 25 iulie 2008      |
| Uvea                                                   | Wallis și Futuna (Regat tradițional)                                              | Prim-ministru (Kalae Kivalu)                                                                        | Tomasi Manuhaapai                       | 9 iunie 2009       |
| Voivodina                                              | Serbia · (Provincie autonomă)                                                     | Președinte al Republicii Serbia                                                                     | Boris Tadić                             | 11 iulie 2004      |
| Voivodina                                              | Serbia · (Provincie autonomă)                                                     | Președinte al Adunǎrii                                                                              | Šandor Egereši                          | 16 iulie 2008      |
| Voivodina                                              | Serbia · (Provincie autonomă)                                                     | Președinte al Guvernului                                                                            | Bojan Pajtić                            | 14 decembrie 2009  |
| Zanzibar, Arhipelagul                                  | Tanzania · (Entitate administrativă autonomă)                                     | Președinte al Republicii Tanzania                                                                   | Jakaya Mrisho Kikwete                   | 21 decembrie 2005  |
| Zanzibar, Arhipelagul                                  | Tanzania · (Entitate administrativă autonomă)                                     | Președinți (succesivi)                                                                              | Ali Mohamed Shein                       | 3 noiembrie 2010   |
| Zanzibar, Arhipelagul                                  | Tanzania · (Entitate administrativă autonomă)                                     | Președinți (succesivi)                                                                              | Amani Abeid Karume                      | 8 noiembrie 2000   |
| Zanzibar, Arhipelagul                                  | Tanzania · (Entitate administrativă autonomă)                                     | Miniștri șefi                                                                                       | funcție desființată                     | 9 noiembrie 2010   |
| Zanzibar, Arhipelagul                                  | Tanzania · (Entitate administrativă autonomă)                                     | Miniștri șefi                                                                                       | Shamsi Vuai Nahodha                     | 15 noiembrie 2000  |

## Teritorii nesuverane neutre sau cu statut contestat
| Teritoriu         | Suveranitate și statut |
| ----------------- | --- |
| Paracel, Insulele | Arhipelag ocupat de facto de Republica Populară Chineză. Revendicat de Taiwan și de Vietnam. |
| Spratly, Insulele | Arhipelag revendicat integral de Republica Populară Chineză, Taiwan și Vietnam. Porțiuni revendicate de Filipine și Malaezia. Brunei revendică o zonă de pescuit care se suprapune peste insulele de sud dar nu a formulat revendicări formale. 45 de insule sunt ocupate de mici forțe militare ale Republicii Populare Chineze, Taiwanului, Filipinelor și Malaeziei. |
| Țara Marie Byrd   | Teritoriu nerevendicat, considerat ca aparținând Statelor Unite ale Americii, deși nu există o revendicare formală. |

## Guverne în exil și / sau alternative
| Entitate                                          | Suveranitate recunoscută Internațional În concurență cu (Statut) | Funcția                                                 | Numele                                                                        | Începând cu       |
| ------------------------------------------------- | --- | ------------------------------------------------------- | ----------------------------------------------------------------------------- | ----------------- |
| Republica Autonemă Abhazia (vezi și : §2)         | Georgia · Guvernul Republicii independente Abhazia · (Guvernul Republicii Autoneme Abhazia) | Președinte al Consliului Suprem                         | Elguja Gvazava                                                                | 20 martie 2009    |
| Republica Autonemă Abhazia (vezi și : §2)         | Georgia · Guvernul Republicii independente Abhazia · (Guvernul Republicii Autoneme Abhazia) | Președinte al Guvernului                                | Giorgi Baramia                                                                | 19 iunie 2009     |
| Awdalland                                         | Somalia · Guvernul Republicii Somalia · Somaliland · (Guvernul statului autonom Awdalland) | Președinte                                              | Mahdi Isaaq?                                                                  | 2009?             |
| Republica Populară Belarus                        | Belarus Guvernul Republicii Belarus (Guvernul Republicii Populare Belarus) | Președintă a Radei                                      | Ivonka Survilla                                                               | 1997              |
| Emiratul Caucaz                                   | Rusia · Guvernul Federației Ruse · Administrațiile unor diviziuni administrative ale Federației Ruse · (Entitatea Emiratul Caucaz)                                                                                           | Emir                                                    | Dokou Oumarov                                                                 | 11 octombrie 2007 |
| Guvernul Alternativ al Estoniei                   | Estonia · Guvernul Republicii Estonia · (Guvern succesor al guvernului în exil din timpul ocupației sovietice) | Președinte                                              | Kalev Ots                                                                     | 28 noiembrie 2003 |
| Guvernul Alternativ al Estoniei                   | Estonia · Guvernul Republicii Estonia · (Guvern succesor al guvernului în exil din timpul ocupației sovietice) | Prim-ministru                                           | Ahti Mänd (prim-ministru adjunct)                                             | 7 decembrie 2003  |
| , Galmudug                                        | Somalia · Guvernul Republicii Somalia · (Guvernul statului autonom Galmudug) | Președinte                                              | Barre Adan Shire Hiiraale                                                     | 2007              |
| Gaza, Fȃșia (vezi și : §6)                        | Autoritatea Națională Palestiniană Guvernul Autoritǎții Naționale Palestiniene (Guvern alternativ al Hamas ȋn Fâșia Gaza) | Președinte                                              | Abdel Aziz Doweik , (interimar) (corevendicator începând cu 15 ianuarie 2009) | 15 ianuarie 2009  |
| Gaza, Fȃșia (vezi și : §6)                        | Autoritatea Națională Palestiniană Guvernul Autoritǎții Naționale Palestiniene (Guvern alternativ al Hamas ȋn Fâșia Gaza) | Prim-ministru                                           | Ismail Haniyeh , (corevendicator începând cu 15 iunie 2007)                   | 15 iunie 2007     |
| Himan și Heeb                                     | Somalia · Guvernul Republicii Somalia · (Guvernul statului autonom Himan și Heeb) | Președinte                                              | Mohamed Abdullahi Aden                                                        | 12 iunie 2008     |
| Kosovo (vezi și : §2)                             | Kosovo · Guvernul Kosovo · ( [Provincia Autonomă Kosovo și Metohia]] · (Administrația sȃrbǎ în exil) | Ministru pentru Kosovo și Metohia                       | Goran Bogdanović                                                              | 7 iulie 2008      |
| Kosovo (vezi și : §2)                             | Kosovo · Guvernul Kosovo · ( [Provincia Autonomă Kosovo și Metohia]] · (Administrația sȃrbǎ în exil) | Prefect al distrctului Kosovo                           | Goran Arsić                                                                   | 13 decembrie 2007 |
| Kosovo (vezi și : §2)                             | Kosovo · Guvernul Kosovo · ( [Provincia Autonomă Kosovo și Metohia]] · (Administrația sȃrbǎ în exil) | Prefect al distrctului Kosovo-Pomoravlje                | Dragan Nikolić                                                                | 2007              |
| Kosovo (vezi și : §2)                             | Kosovo · Guvernul Kosovo · ( [Provincia Autonomă Kosovo și Metohia]] · (Administrația sȃrbǎ în exil) | Prefect al distrctului Kosovska Mitrovica               | Radenko Nedeljković                                                           | 13 decembrie 2007 |
| Kosovo (vezi și : §2)                             | Kosovo · Guvernul Kosovo · ( [Provincia Autonomă Kosovo și Metohia]] · (Administrația sȃrbǎ în exil) | Prefect al distrctului Peć                              | Stojan Dončić                                                                 | 11 decembrie 2008 |
| Kosovo (vezi și : §2)                             | Kosovo · Guvernul Kosovo · ( [Provincia Autonomă Kosovo și Metohia]] · (Administrația sȃrbǎ în exil) | Prefect al distrctului Prizren                          | Jovica Budurić                                                                | 11 decembrie 2008 |
| Kosovo (vezi și : §2)                             | Kosovo sau Serbia · Guvernul Kosovo sau Administrația sȃrba a Provinciei Autonome Kosovo și Metohia · ( Consiliul Național Sârb al Kosovo și Metohia · (Organ politic ales acționȃnd ca reprezenrant al sȃrbilor din Kosovo) | Președinte al Consiliului                               | Dragan Velic                                                                  | 3 septembrie 2006 |
| Kosovo (vezi și : §2)                             | Kosovo sau Serbia · Guvernul Kosovo sau Administrația sȃrba a Provinciei Autonome Kosovo și Metohia · ( Consiliul Național Sârb al Kosovo și Metohia · (Organ politic ales acționȃnd ca reprezenrant al sȃrbilor din Kosovo) | Președintă a Biroului Executiv al Consiliului           | Rada Trajkovic                                                                | 3 septembrie 2006 |
| Maluku (Insulelor Moluce) de Sud, Republica       | Indonezia · Guvernul Republicii Indonezia · Administrația provinciei Maluku din cadrul Republicii Indonezia · (Guvernul în exil al Republicii Maluku Selantan)                                                               | Președinți (succesivi)                                  | John Wattilete                                                                | 17 aprilie 2010   |
| Maluku (Insulelor Moluce) de Sud, Republica       | Indonezia · Guvernul Republicii Indonezia · Administrația provinciei Maluku din cadrul Republicii Indonezia · (Guvernul în exil al Republicii Maluku Selantan)                                                               | Președinți (succesivi)                                  | Frans Tutuhatunewa                                                            | 10 aprilie 1993   |
| Entitatea Provizorie Osetia de Sud (vezi și : §2) | Georgia · Guvernul Republicii independente Osetia de Sud · (Guvernul Entității Provizorii Osetia de Sud) | Șef al Administrației Provizorii                        | Dmitri Sanakoïev                                                              | 10 mai 2007       |
| Puntland                                          | Somalia · Guvernul Republicii Somalia · (Guvernul statului autonom Puntland) | Președinte                                              | Abdirahman Mohamud „Farole"                                                   | 11 ianuarie 2009  |
| Administrația Centrală Tibetană                   | China Guvernul Republicii Populare Chineze Administeația Regiunii autonome Xizang din cadrul Republicii Populare Chineze (Guvern în exil)                                                                                    | Dalai Lama                                              | Tenzin Gyatso                                                                 | 25 august 1939    |
| Administrația Centrală Tibetană                   | China Guvernul Republicii Populare Chineze Administeația Regiunii autonome Xizang din cadrul Republicii Populare Chineze (Guvern în exil)                                                                                    | Președinte al Cabinetului (Kalon Tripa) (prim-ministru) | Lobsang Tenzin                                                                | 5 septembrie 2001 |